# لالة خديجة (جبل)
جبل لالة خديجة (بالأمازيغية: أذرار لالة خديجة Adhrar Lalla Khadîdja) هو قمة جبلية في سلسلة جبال جرجرة ضمن الأطلس التلي في الجزائر، ويقع في بلدية الصهاريج بدائرة مشدا الله ضمن ولاية البويرة في منطقة القبائل الجزائرية.  يبلغ ارتفاعها الابن 2308 مترًا.

## الوصف
جبل لالة خديجة هو أعلى قمة جبلية في سلسلة جبال جرجرة ما بين ولاية تيزي وزو وولاية البويرة، بارتفاع قدره 2,308 م (7,572 قدم)، يُطل على شمال سهل البويرة وعلى جنوب مدينة تيزي وزو، ويقابل جبال الخشنة.
ويقابله من الغرب «جبل بوزقزة» في ولاية بومرداس، وفي الشمال جبل رجاونة في ولاية تيزي وزو، وفي الشرق جبل أكفادو في ولاية بجاية، وفي الجنوب جبل تيكجدة في ولاية البويرة.
ويمكن الوصول إلى قمة هذا الجبل عبر خمسة طرق وطنية، بالإضافة إلى الطريق السيار غرب-شرق، هي:
1. الطريق الوطني رقم 5.
2. الطريق الوطني رقم 15.
3. الطريق الوطني رقم 30.
4. الطريق الوطني رقم 33.
5. الطريق الوطني رقم 71.

## جيولوجيا

نظرة تقريبية لطبوغرافية ظهر المحيط يظهر صعود الماغما من الحجرة بالأسفل، مكونة صفيحة محيطية جديدة تنتشر بعيدا عن حافة ظهر المحيط

يعود نشوء جبل لالة خديجة إلى العصر الرباعي من حقبة الحياة الحديثة في مقياس الزمن الجيولوجي.
وتتميز الأرضية المحيطة به باحتوائها رخاما رماديا ترتبط مواضعه بواسطة مسارات من السيدريت المحمر وخام الحديد.
كما يتميز تكوين هذه الأرضية باحتوائه كمية من الشيست البلوري، والميكاشيست [الفرنسية].
ومن الناحية الجيولوجية، فإن جبل لالة خديجة هو ظهر المحيط المتكون من حجر جيري.
ويقع هذا الجبل ما بين الصفيحة الأفريقية والصفيحة الأوراسية على امتداد 50 كلم من غرب جبال جرجرة إلى شرقها.
ولا يتعدى سفح جبل لالة خديجة عرض 10 كلم، وتتميز طبقات هذه القمة الجبلية بكونها ذات سحنة صخرية رسوبية يسمح علم الخصائص الحجرية بتحديد تركيبتها.
وتتميز السلسلة الرسوبية [الفرنسية] لهذه القمة الجبلية في ظهر المحيط بتواجد تكوين جيري [الفرنسية] قوي يعود إلى فترة الجوراسي المبكر.
وتنقسم جبال جرجرة جيولوجيا من الشمال إلى الجنوب إلى ثلاث وحدات صخرية هي:
1. ظهر المحيط الداخلي.[13]
2. ظهر المحيط الأوسط.[14]
3. ظهر المحيط الخارجي.[15]

ويقع جبل لالة خديجة في الجزء الجنوبي من جرجرة المتمثل في «ظهر المحيط الخارجي» المتكون من صخور رسوبية من نوع راديولاريت [الفرنسية] المتكونة في فترة الجوراسي الأوسط.

## المحاجر

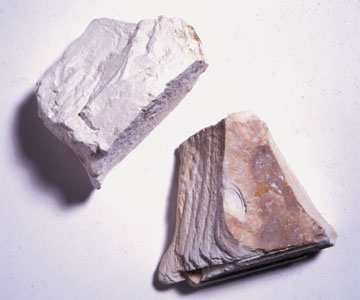
الصلصال

تتوزع حول سفح جبل لالة خديجة العديد من المحاجر المتخصصة في استخراج:
- الصخور.
- الرخام.[18]
- الرمل.
- الحصى.
- الصلصال لصناعة الخزف.
- الخامات غير المعدنية.[19]

## السياحة

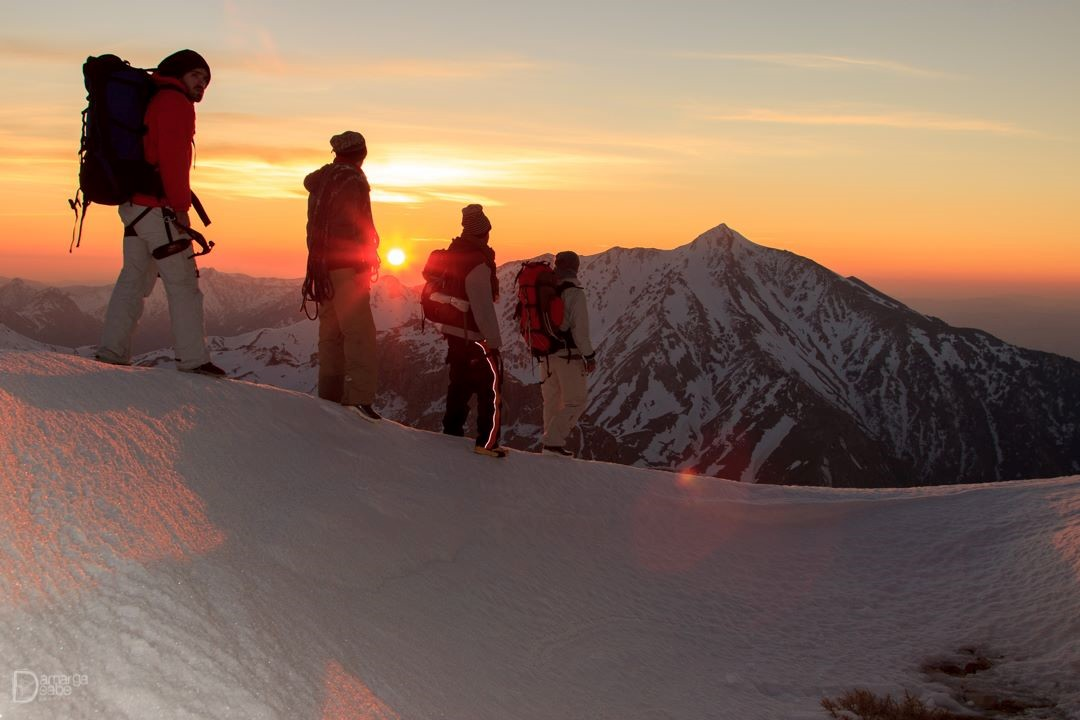
تسلق قمة جبل لالة خديجة

تُعتبر منطقة «جبل لالة خديجة» من أماكن الاستقطاب السياحي لسكان ولاية تيزي وزو وولاية البويرة وولاية بجاية والولايات الأخرى.
وتستقطب العديد من المعالم السياحية اهتمام الزوار القادمين لزيارة ثالث أعلى قمة جبلية في الجزائر بعد جبل تاهات (3 303 متر) وجبل شيليا (2 328 متر).
وينطلق المتسلقون لقمة جبل خديجة من بلدية الصهاريج أو بلدية مشدا الله عبر الطريق الوطني رقم 30 للوصول إلى سفح الجبل.
وتتوقف الطريق المعبدة بالإسفلت على مستوى موقع ثالة رانا في بلدية الصهاريج لينطلق تسلق الجبل عبر درب صاعد ضيق قديم تتم تهيئته من طرف مصالح الحديقة الوطنية جرجرة.

## الوديان

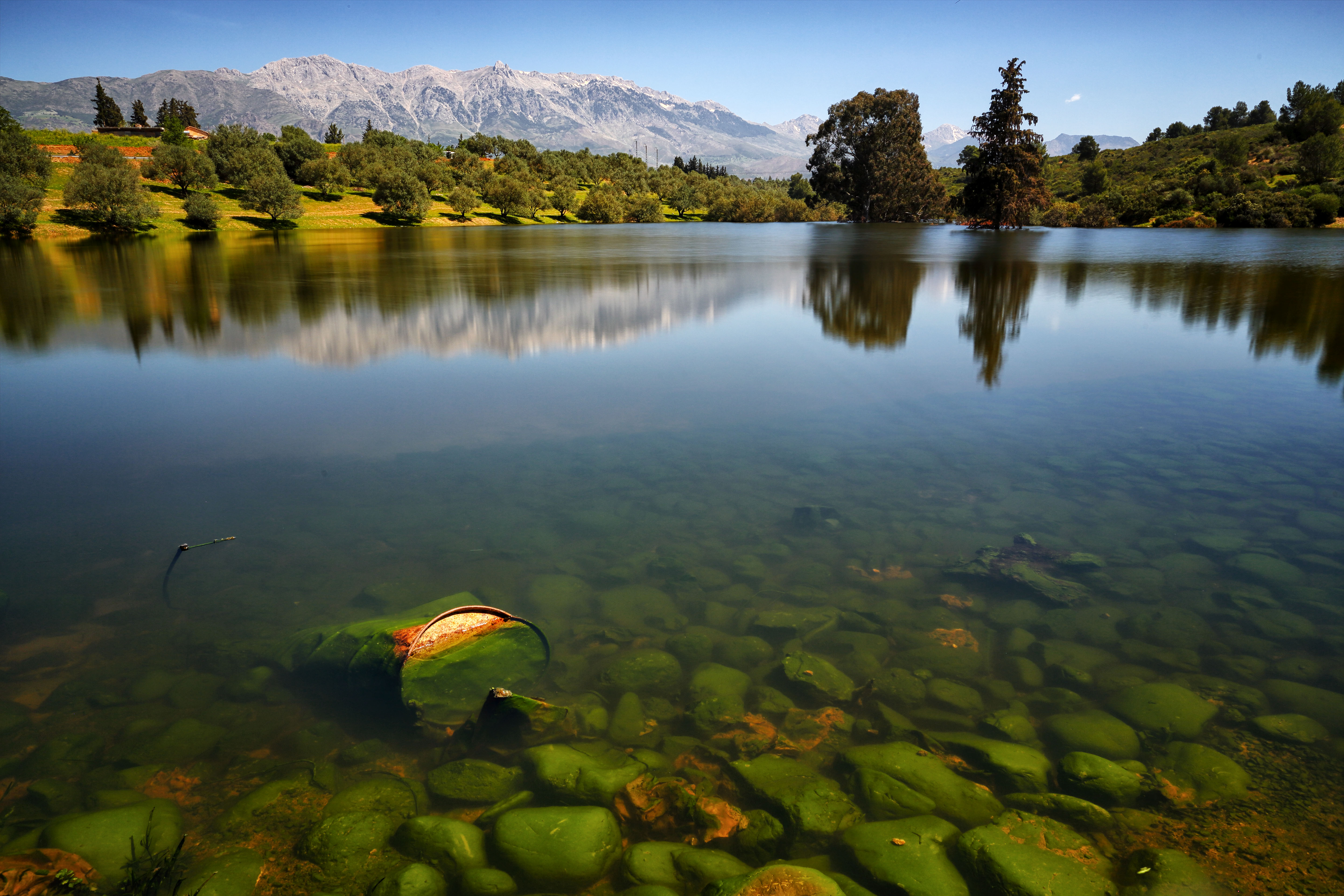
سد تيلسديت

تنبع في «جبل لالة خديجة» وتسري حوله العديد من الوديان منها:
- وادي فاغفاغ.[23]

## السدود والبحيرات
- سد تيلسديت [الفرنسية] (الإحداثيات: ).
- بحيرة أقولميم (الإحداثيات: ).

## التنوع البيئي

### الأشجار
تحيط أنواع عديدة من الأشجار بجبل لالة خديجة ضمن أحراج غابة لالة خديجة.

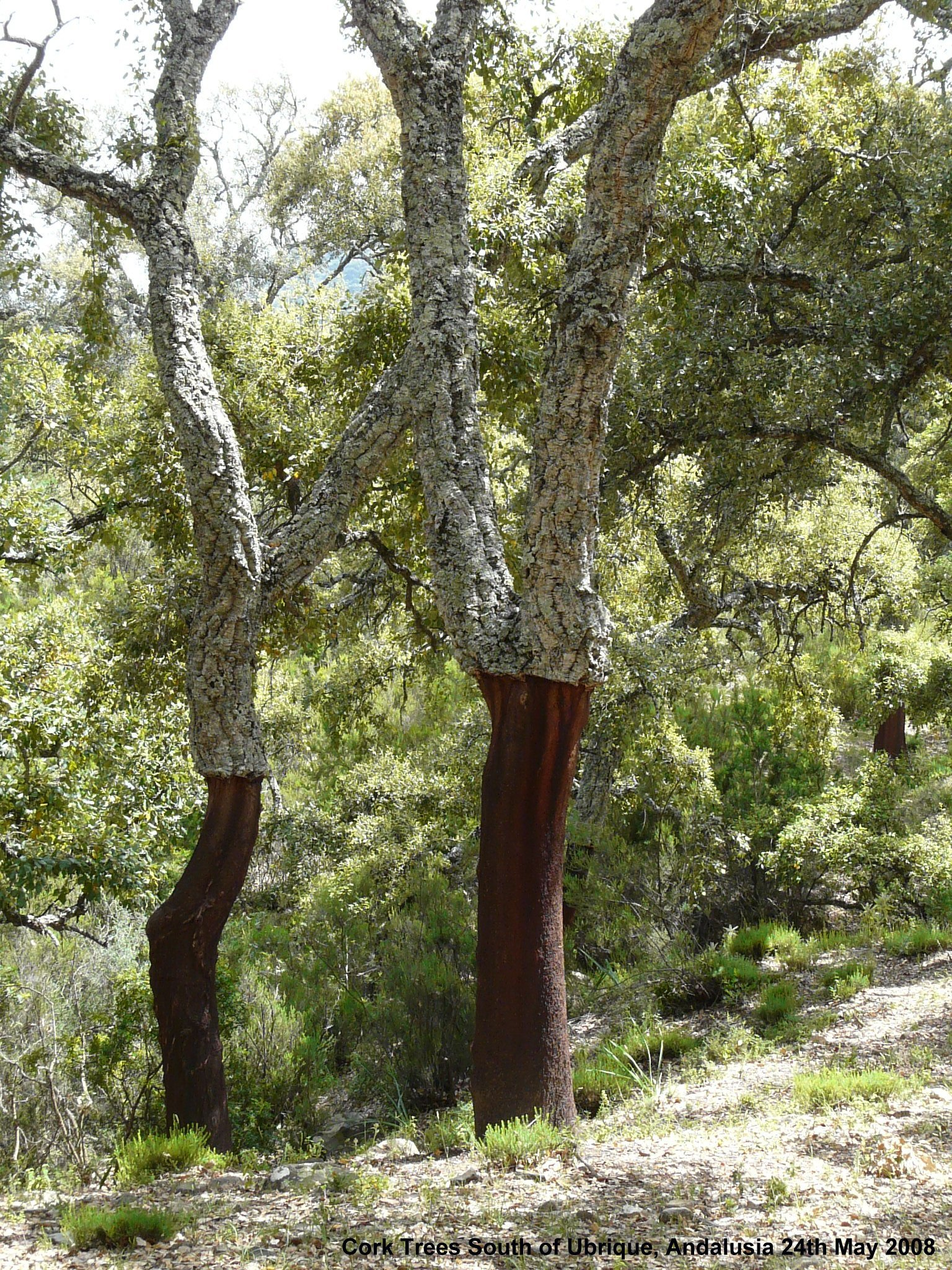
بلوط الفلين
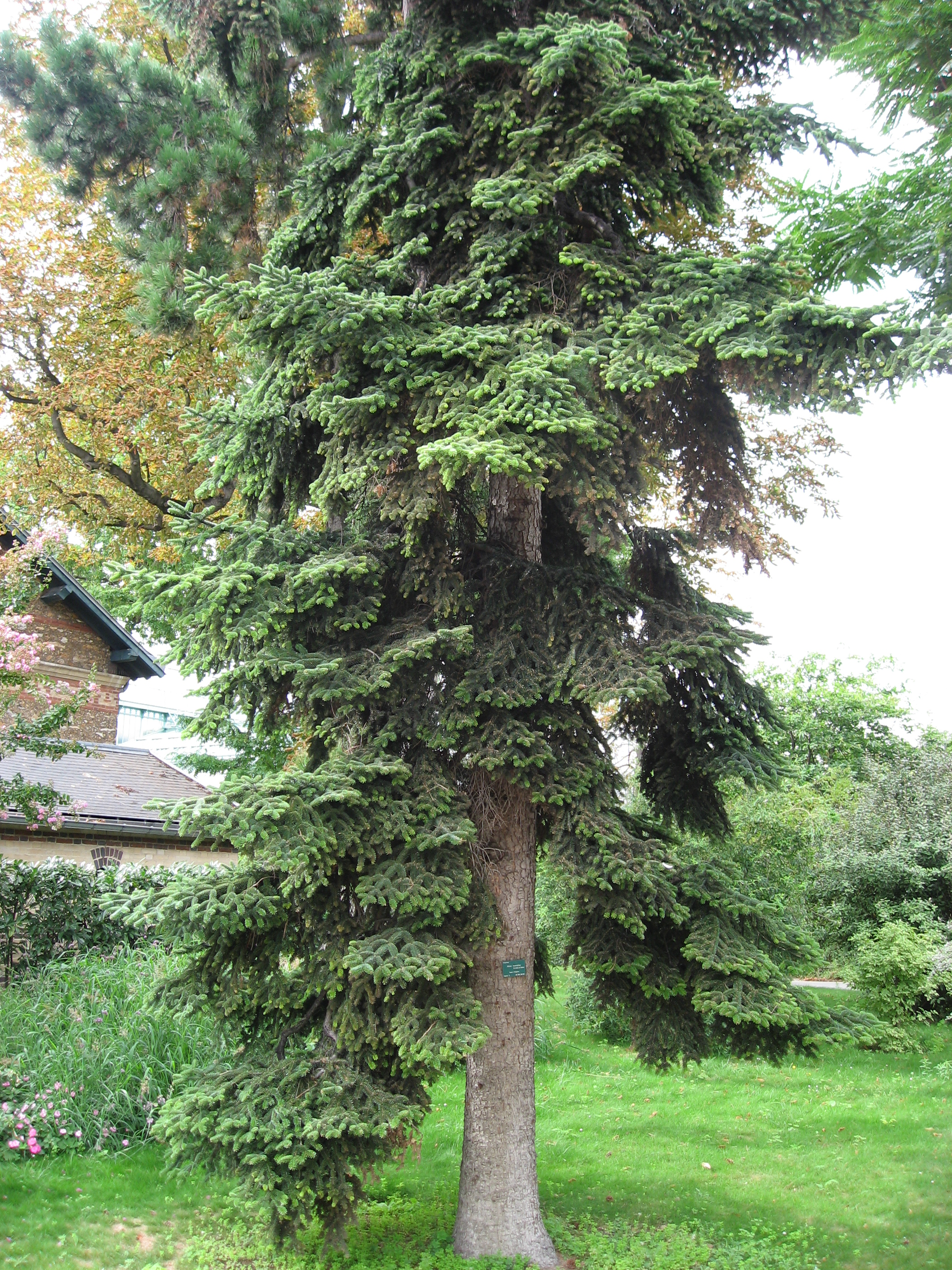
شوح نوميدي
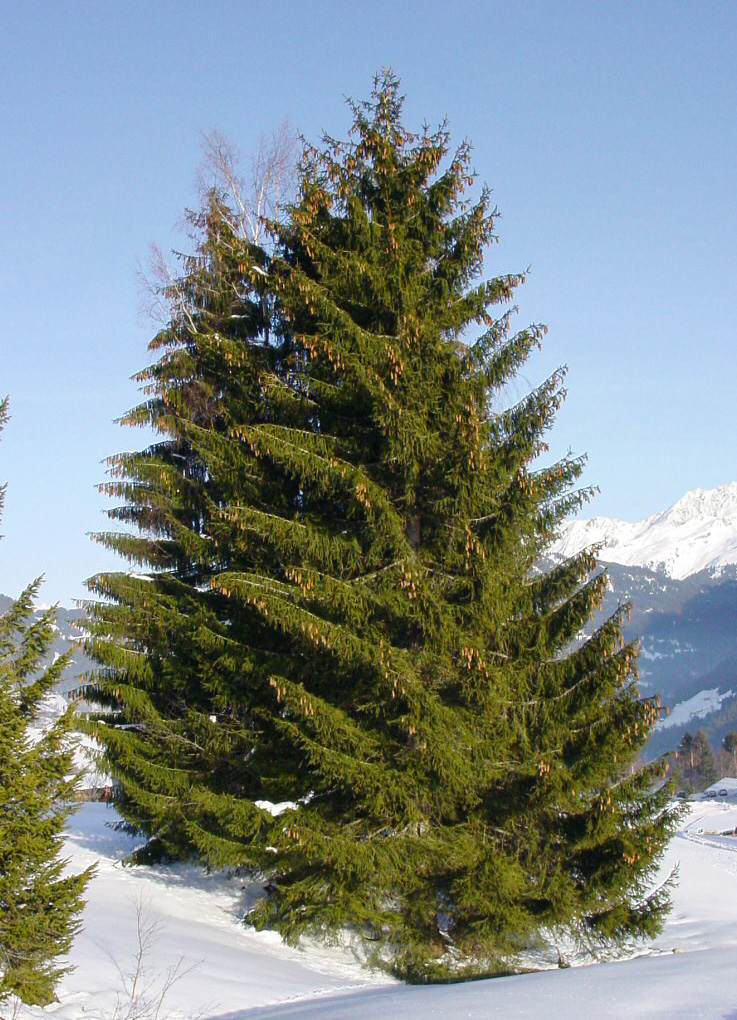
التنوب النوميدي
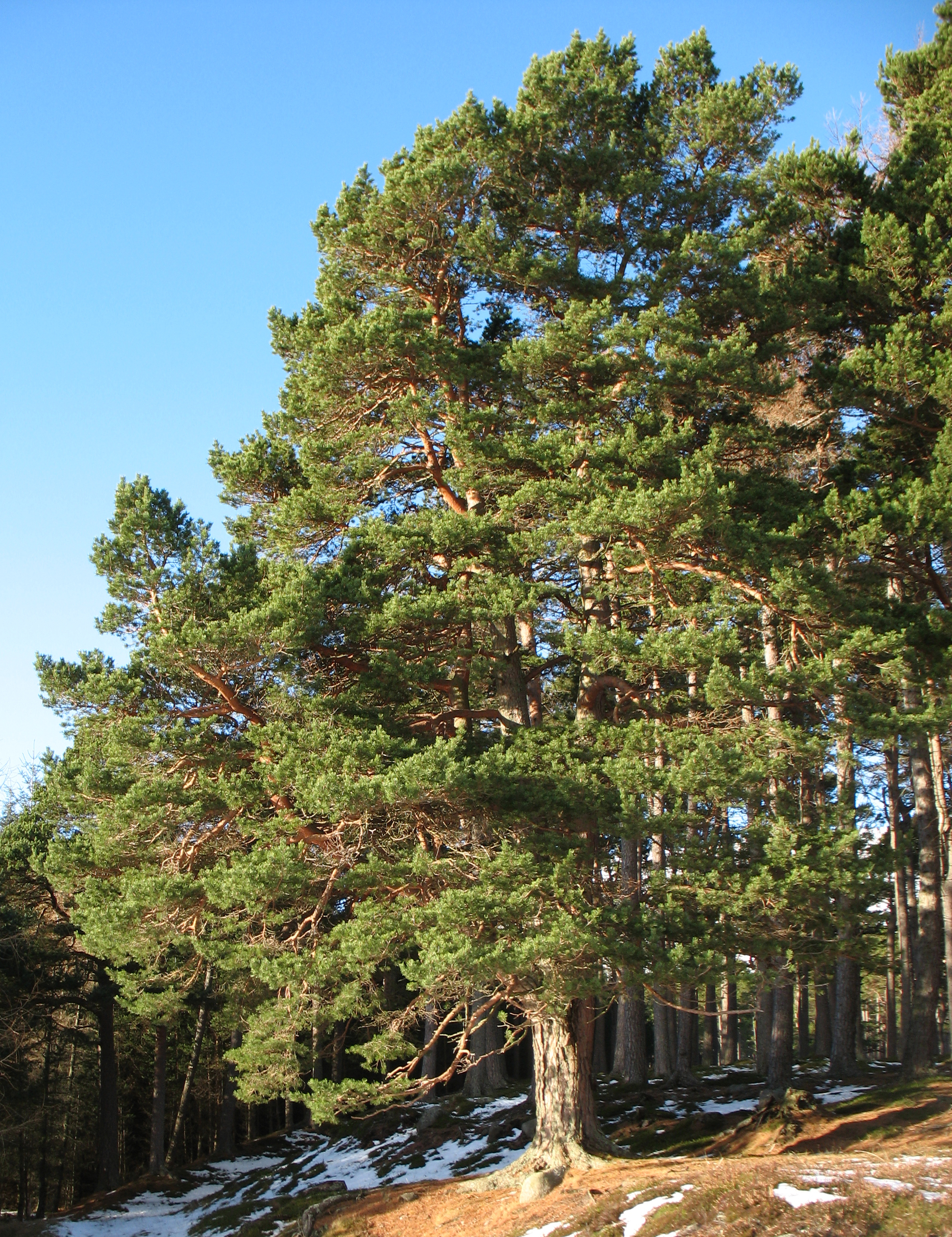
صنوبر بري
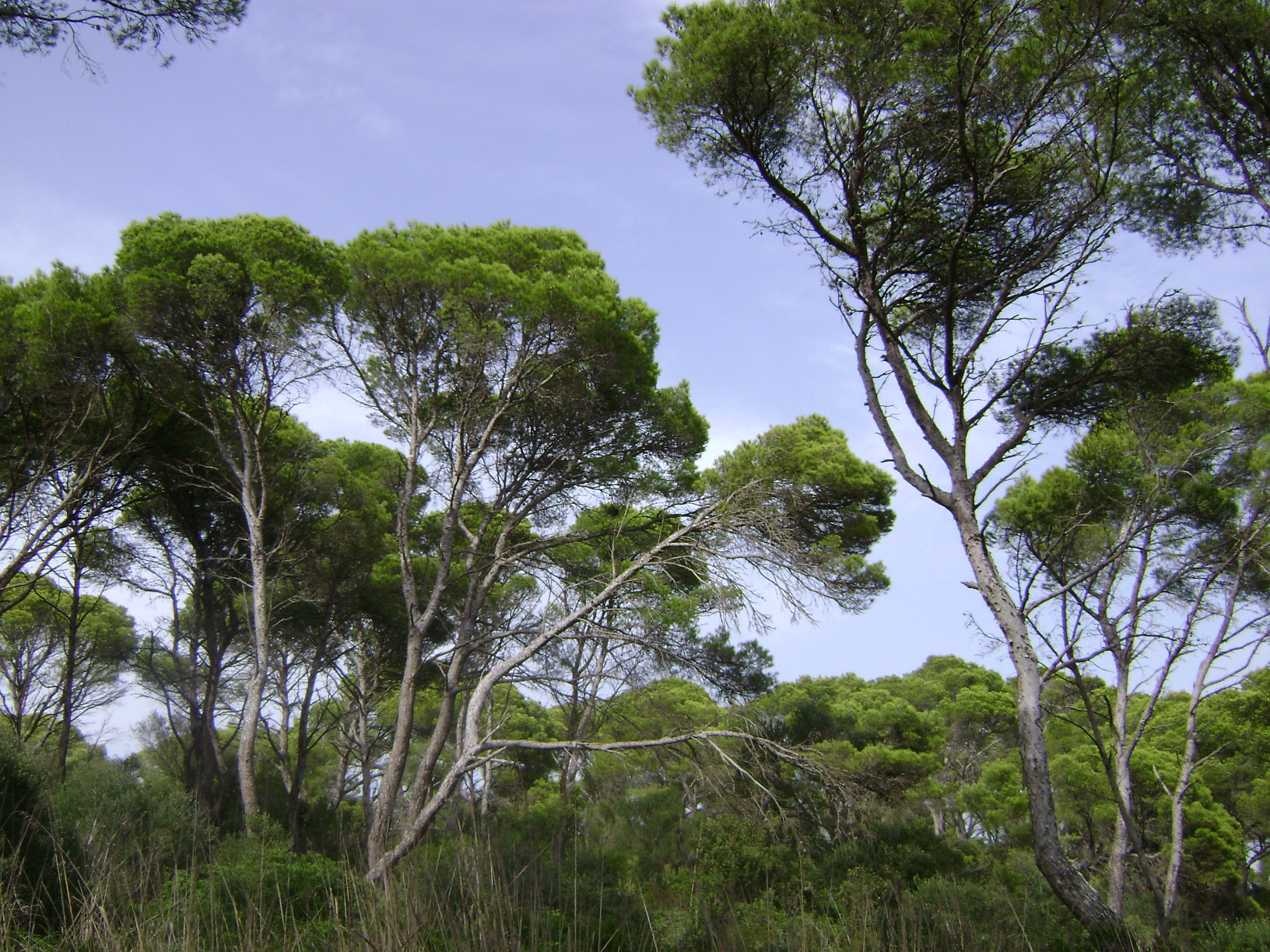
صنوبر حلبي
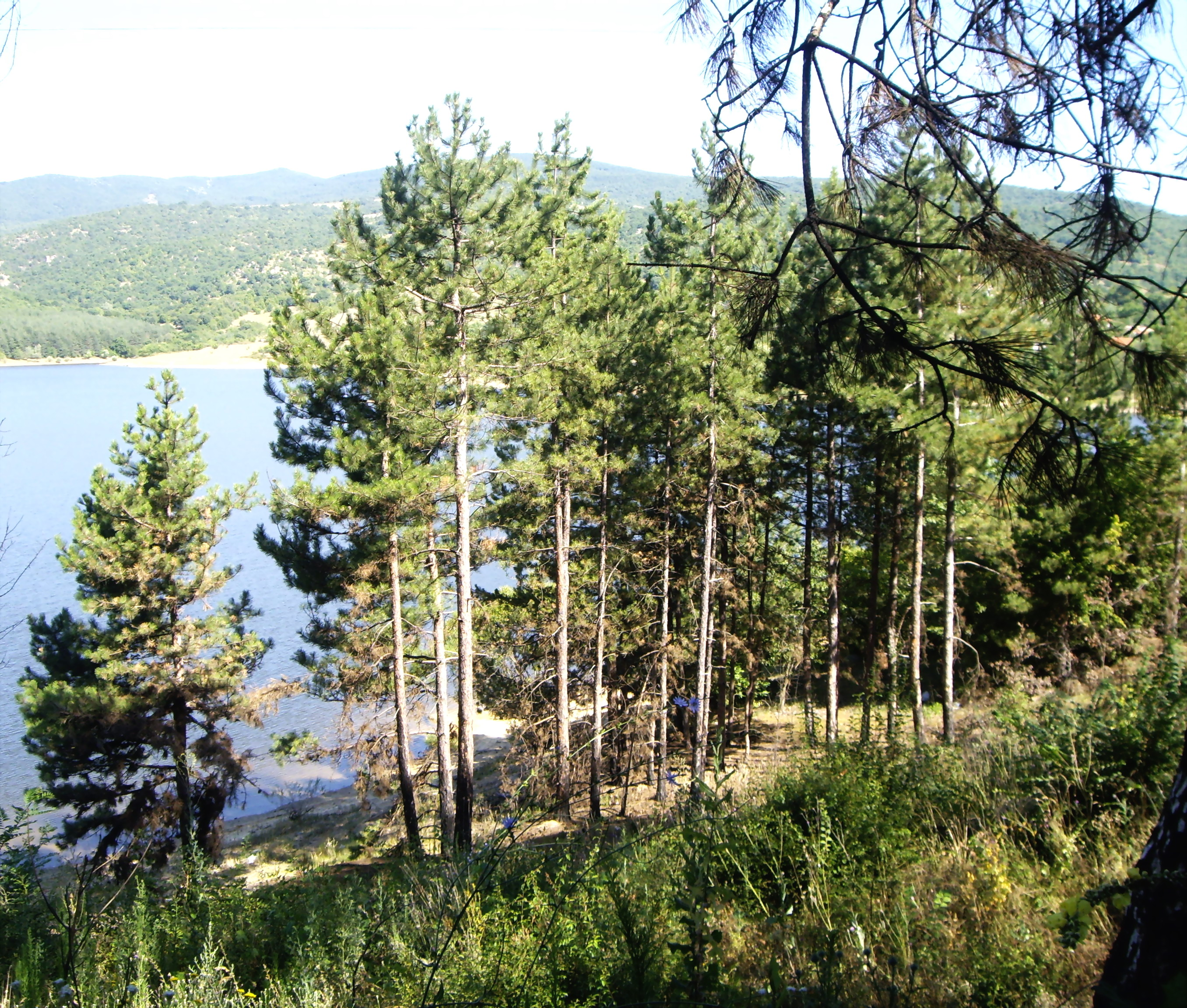
صنوبر أسود
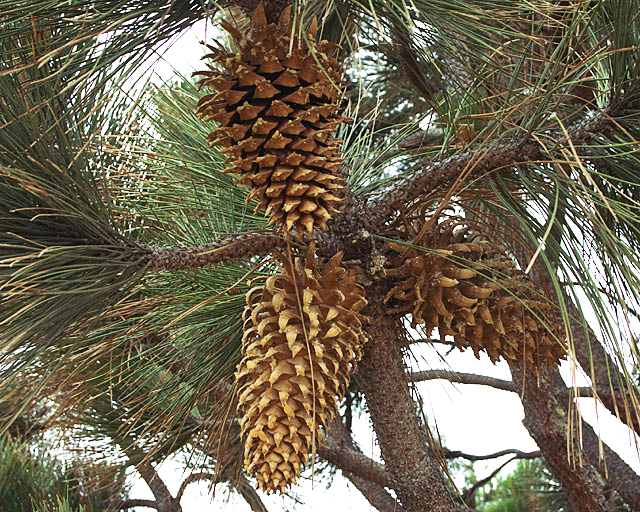
صنوبر كولتري
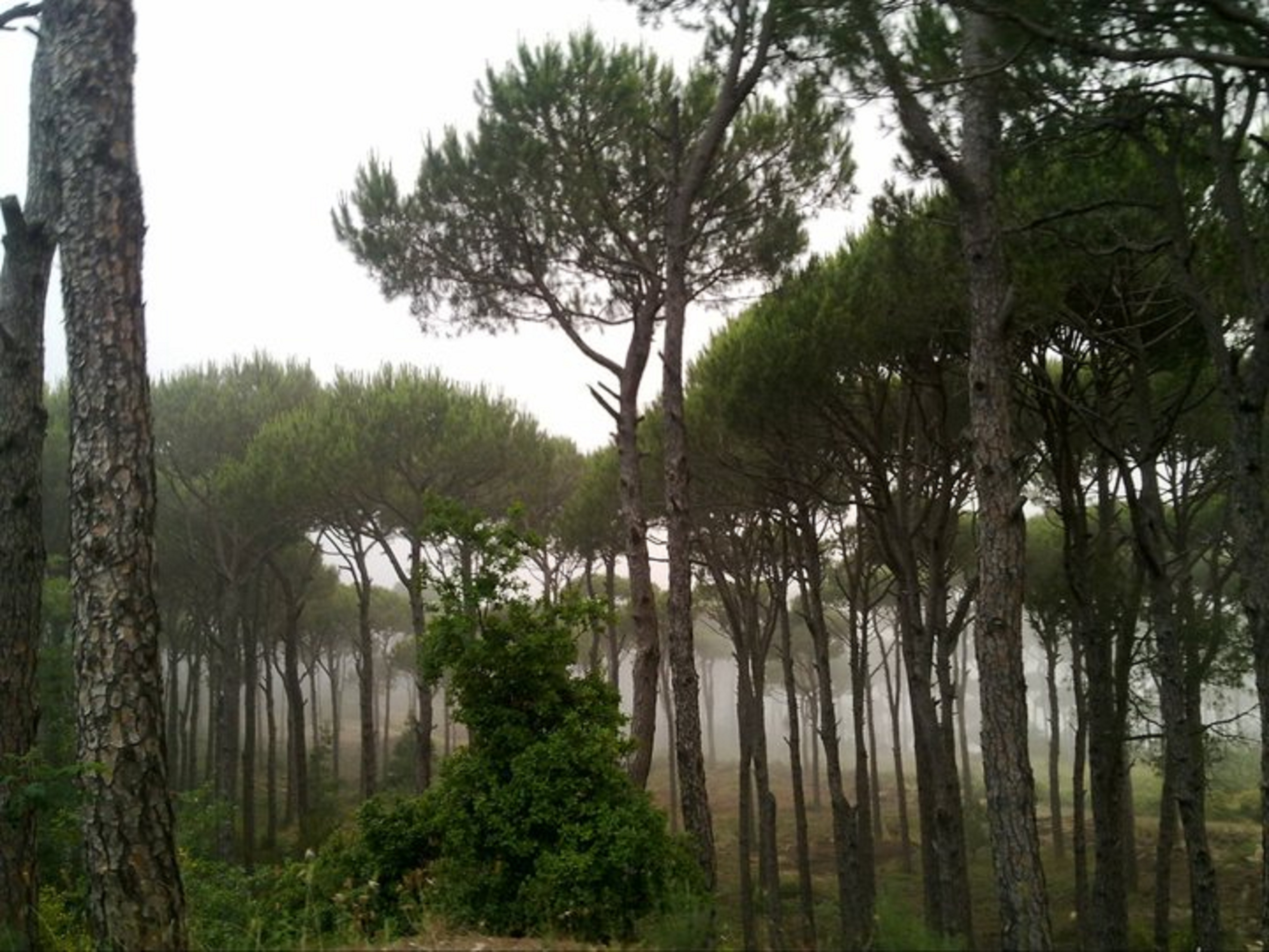
صنوبر ثمري
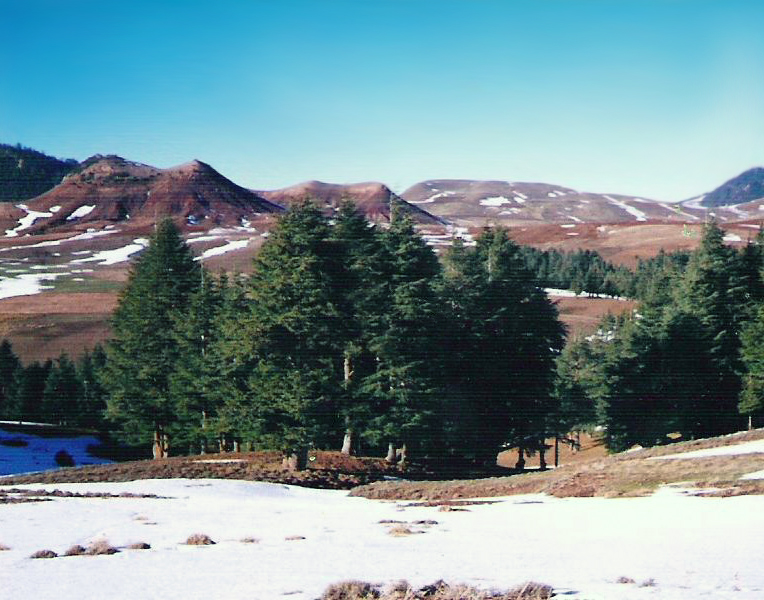
أرز أطلسي
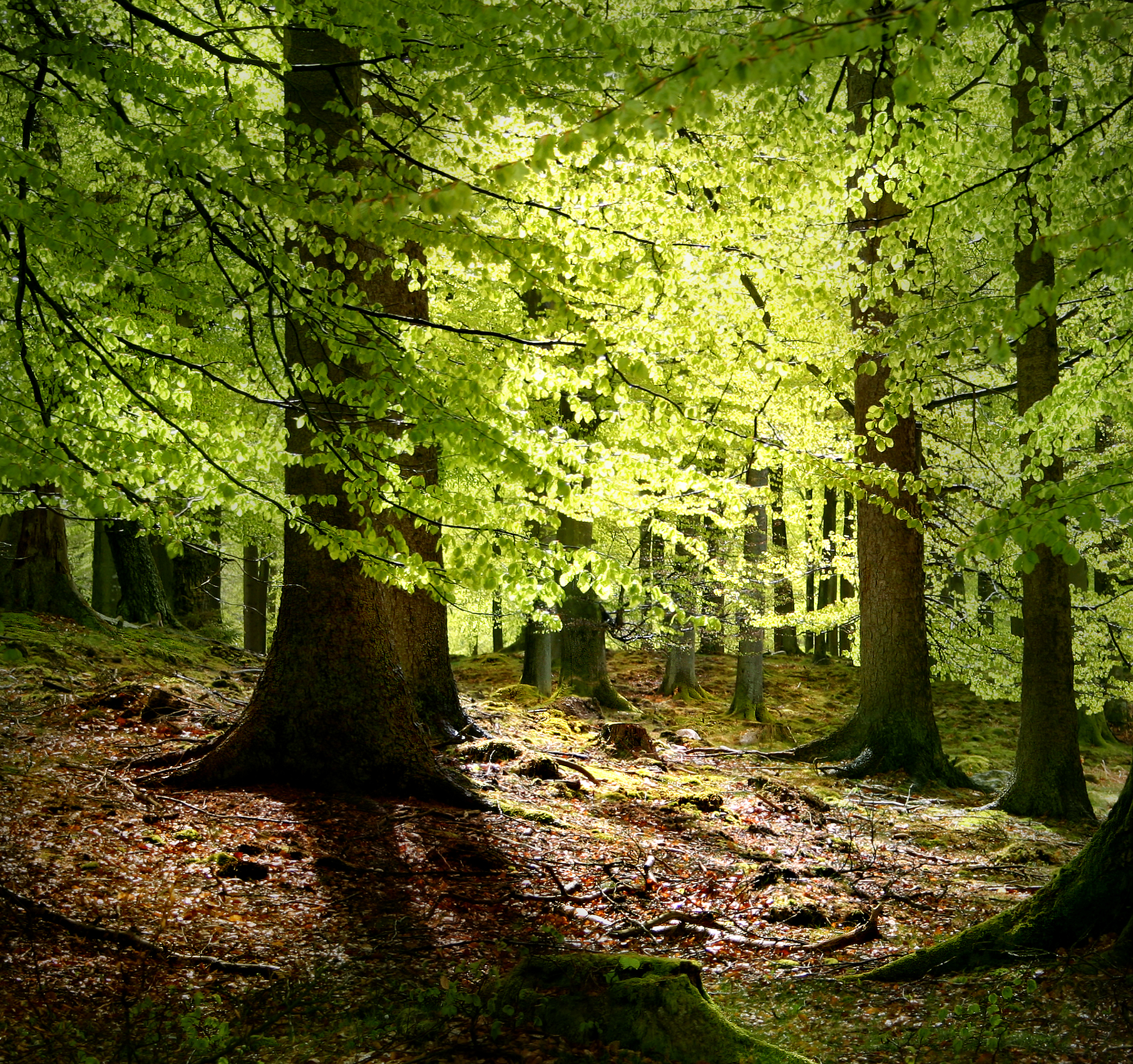
زان أوروبي

### المكاك البربري

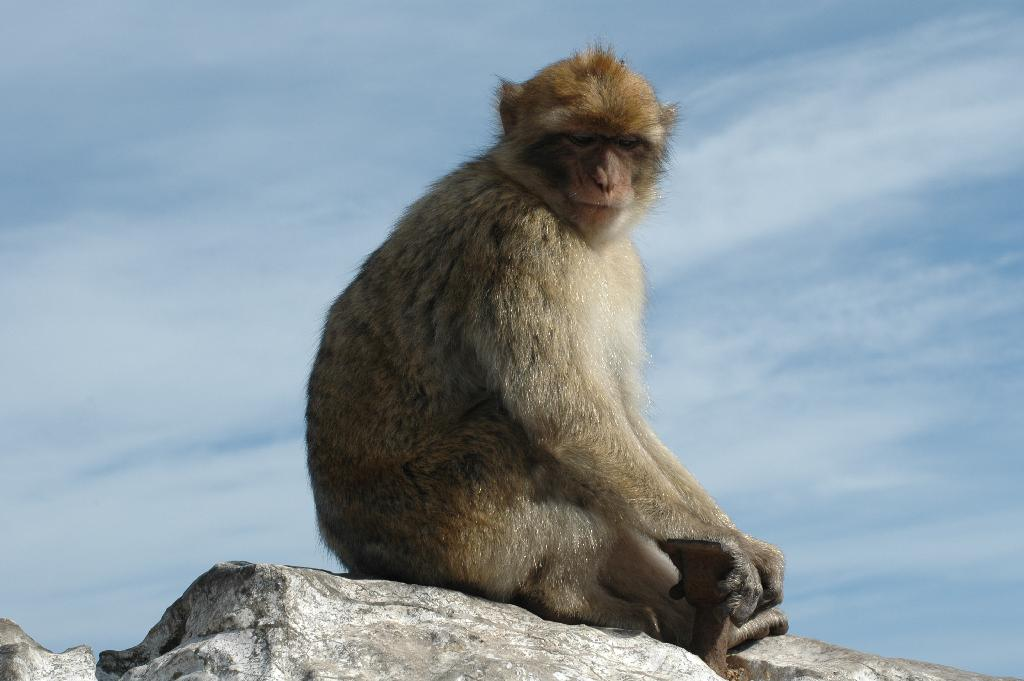
المكاك البربري

يوجد المكاك البربري قرب «جبل لالة خديجة»، ويخرج أحيانا إلى الطرقات والمناطق المأهولة بالسكان لطلب الطعام.
وقد اتخذت الحكومة الجزائرية عدة إجراءات لحماية هذا الحيوان الذي أصبح مهددا، كوضع إشارات في أماكن تواجده بكثرة لمنع إطعام الماغو ومنع امتلاكه لغرض التربية، فبعض الأطعمة التي يقدمها الأشخاص للقردة تؤدي به إلى الوفاة بعض الأحيان.
كما بادرت الحكومة الجزائرية بإنشاء عدة محميات طبيعية أين تتواجد الأعداد الكبيرة منه مثل الحديقة الوطنية تازة والحديقة الوطنية قورايا المطلتين على خليج بجاية، وكذلك في الحديقة الوطنية جرجرة.

### الحيوانات
تعيش العديد من أنواع الثدييات في «جبال جرجرة» ضمن أحراج غابة لالة خديجة والغابات الأخرى.

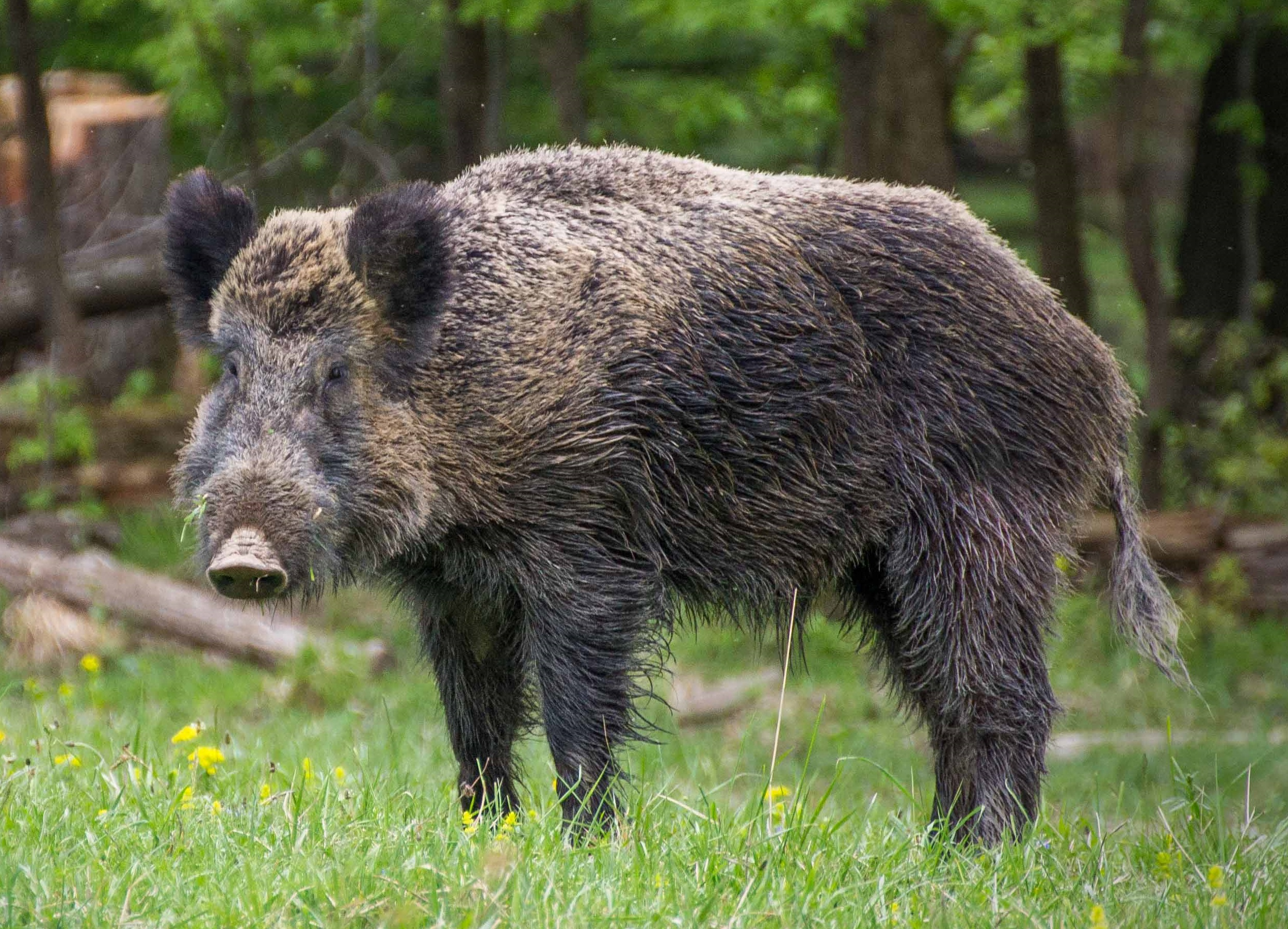
خنزير بري
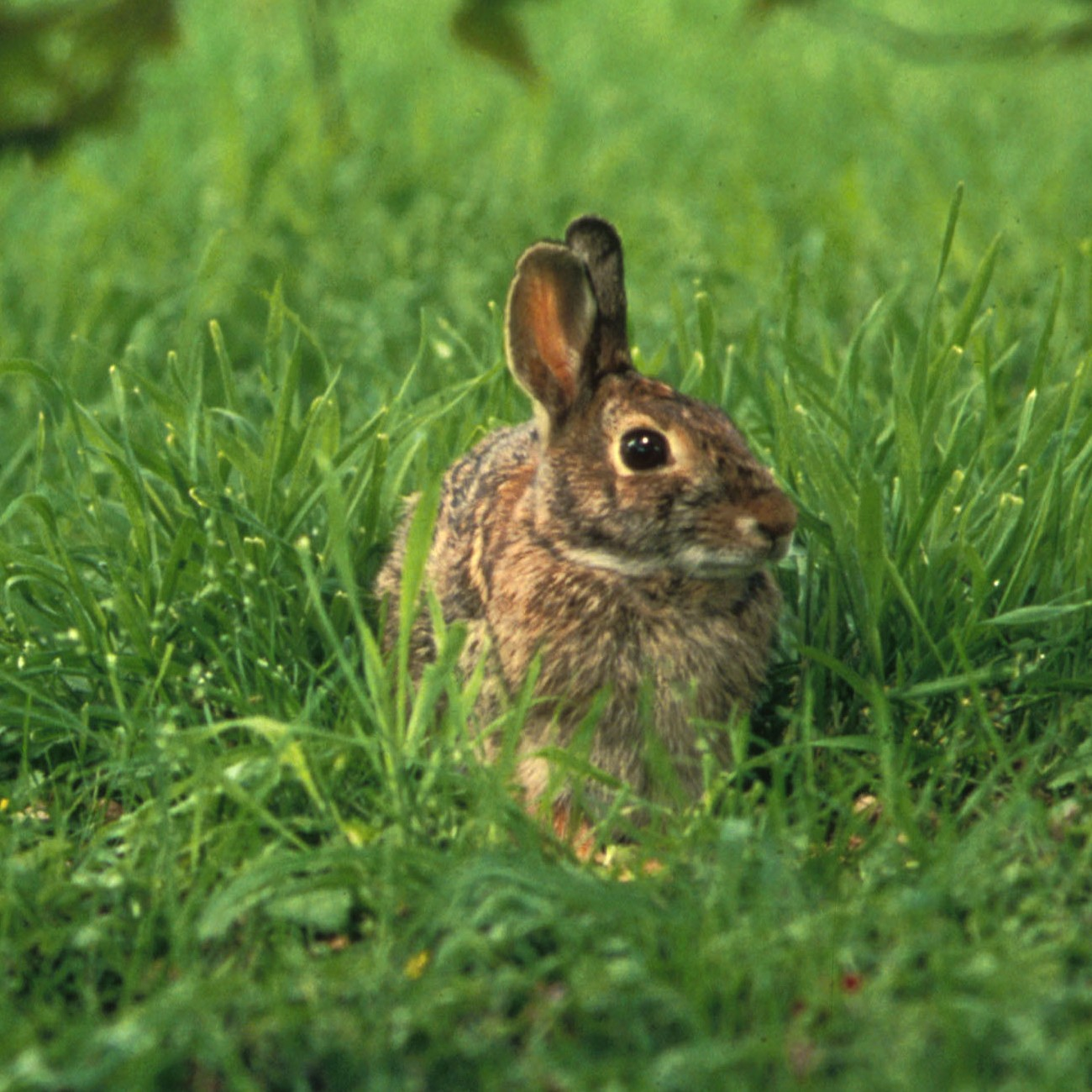
أرنب
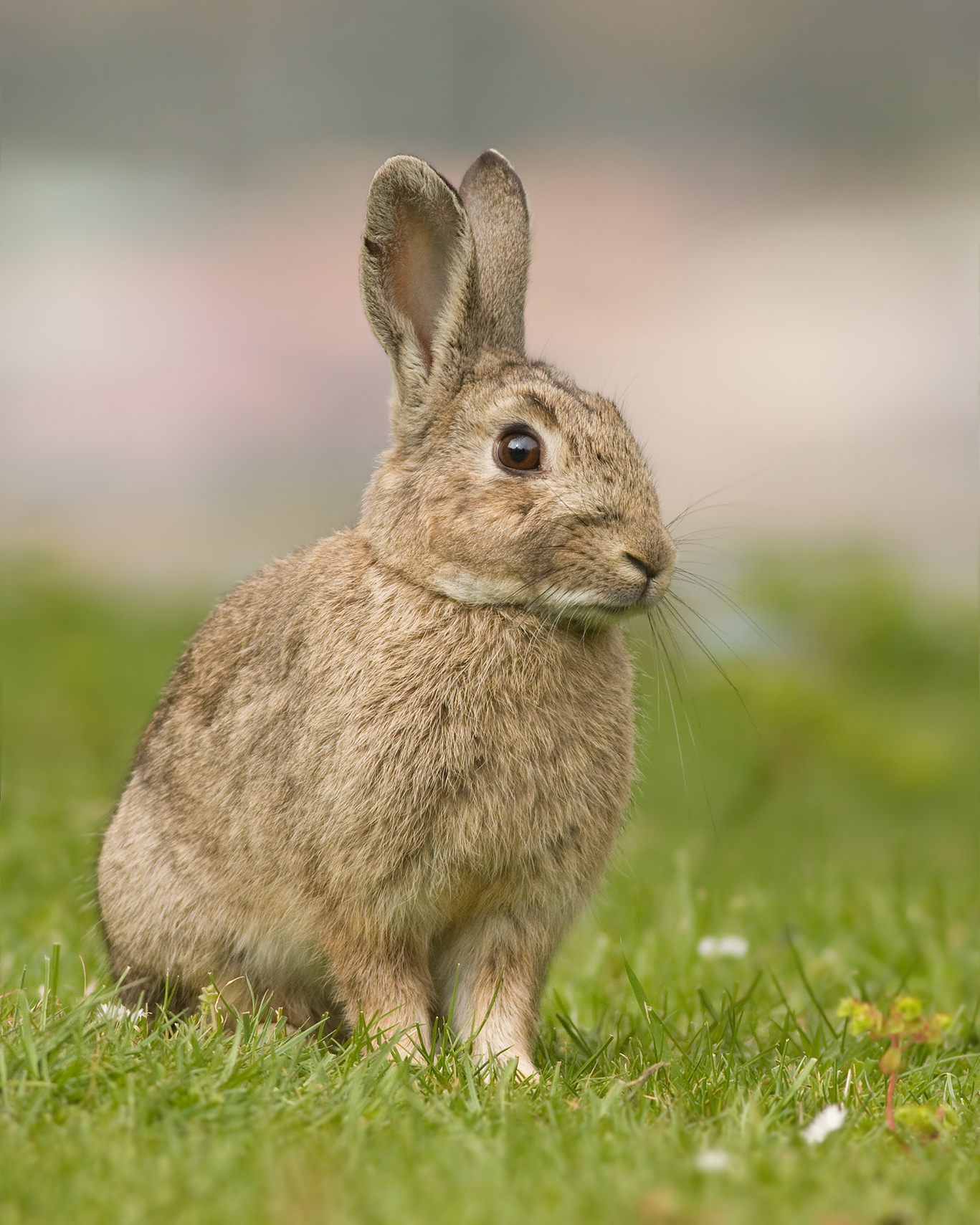
أرنب أوروبي
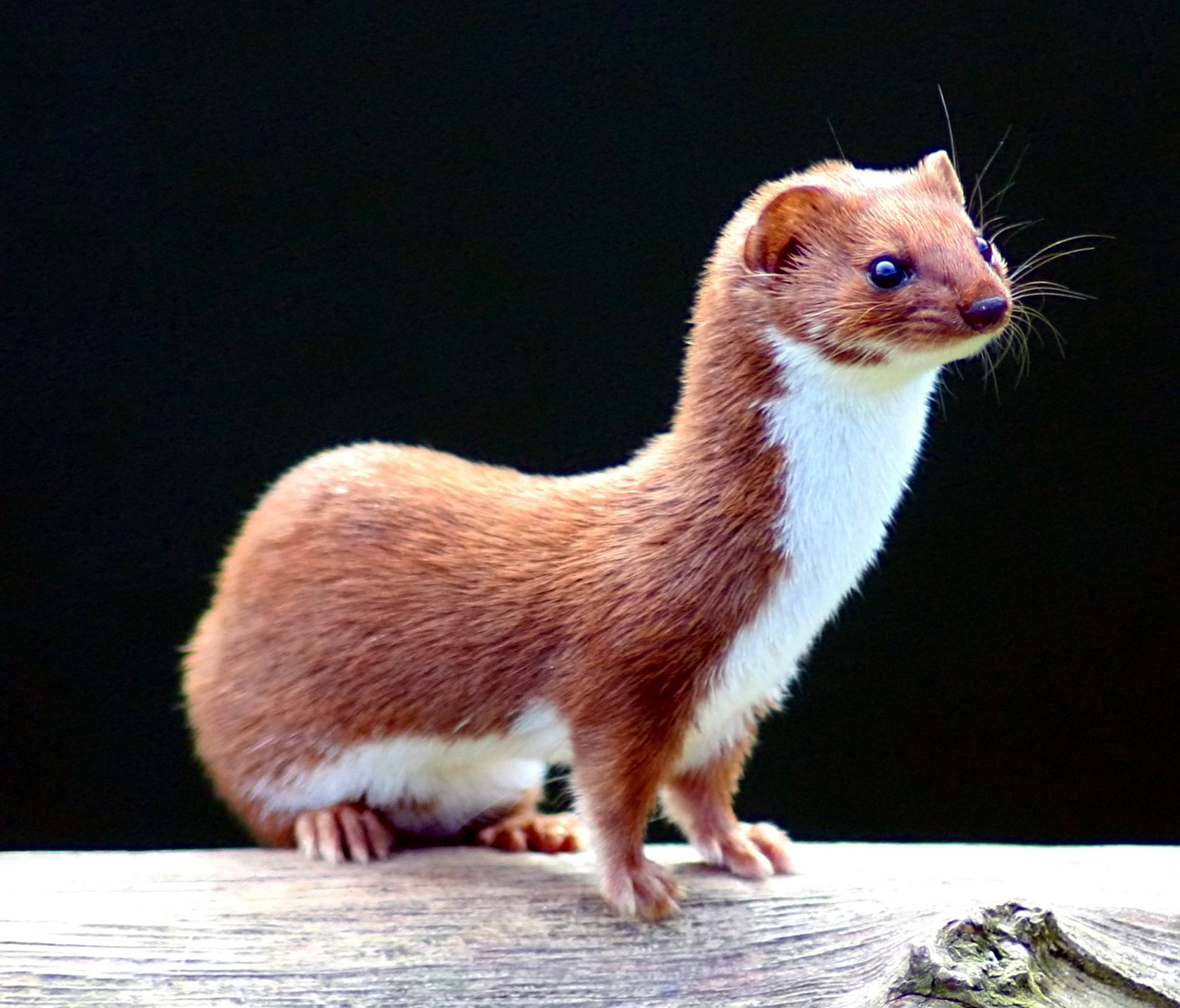
ابن عرس صغير
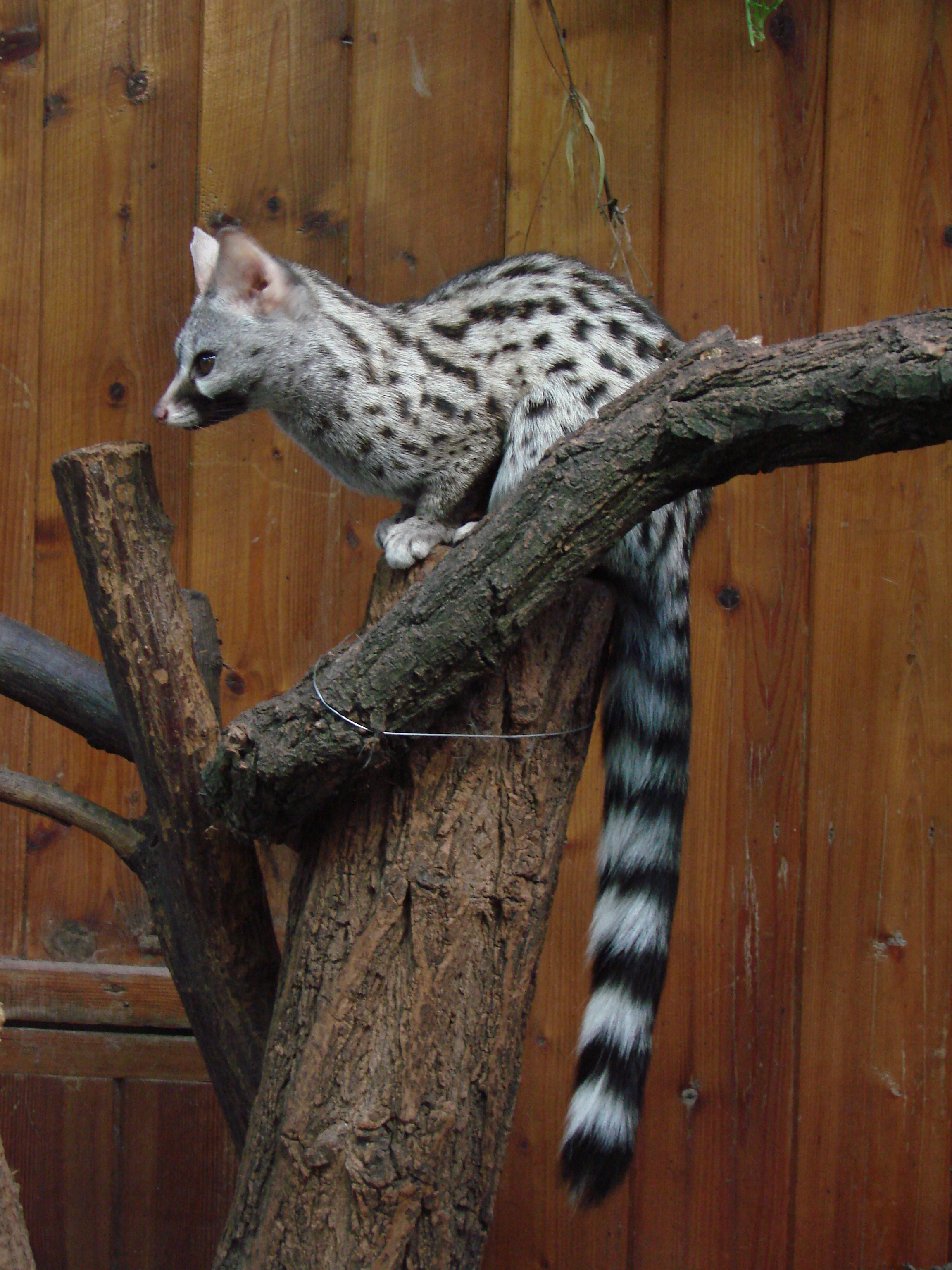
زردي
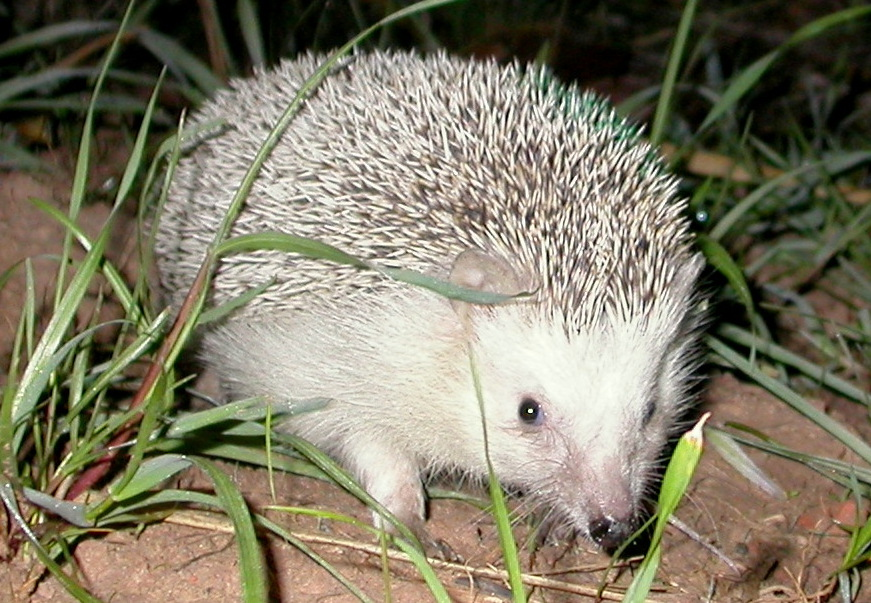
قنفذ شمال أفريقيا
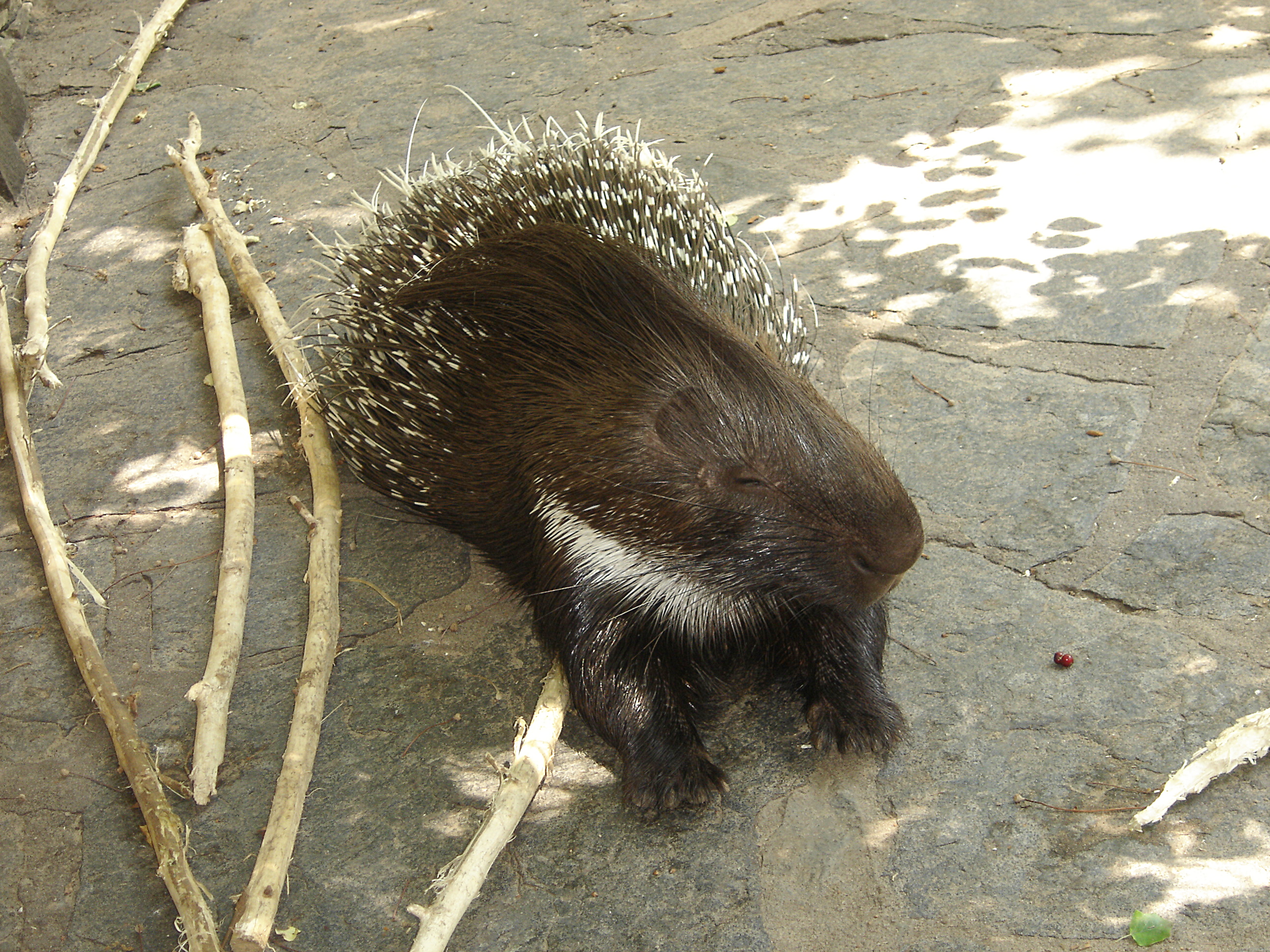
نيص
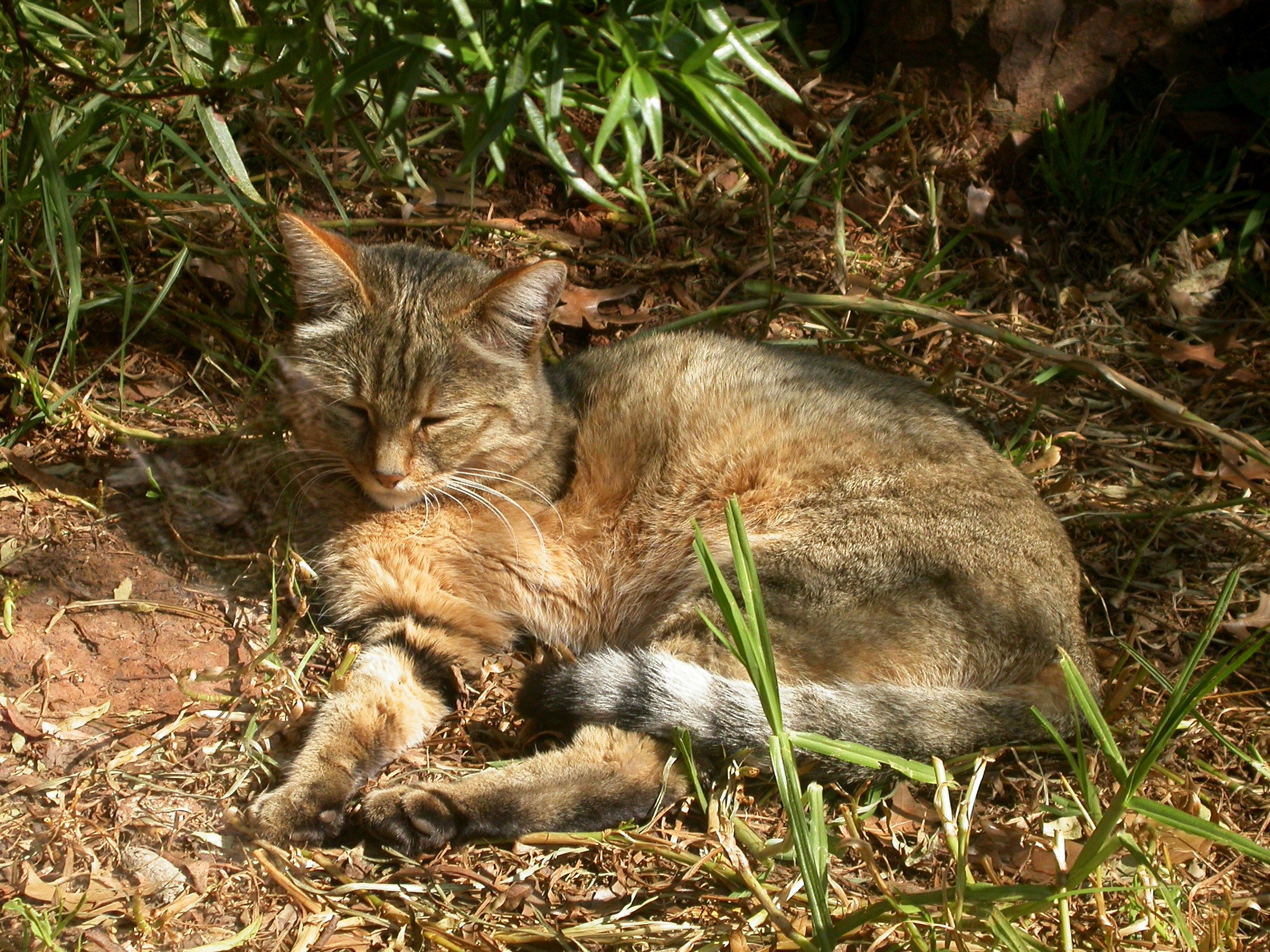
قط بري
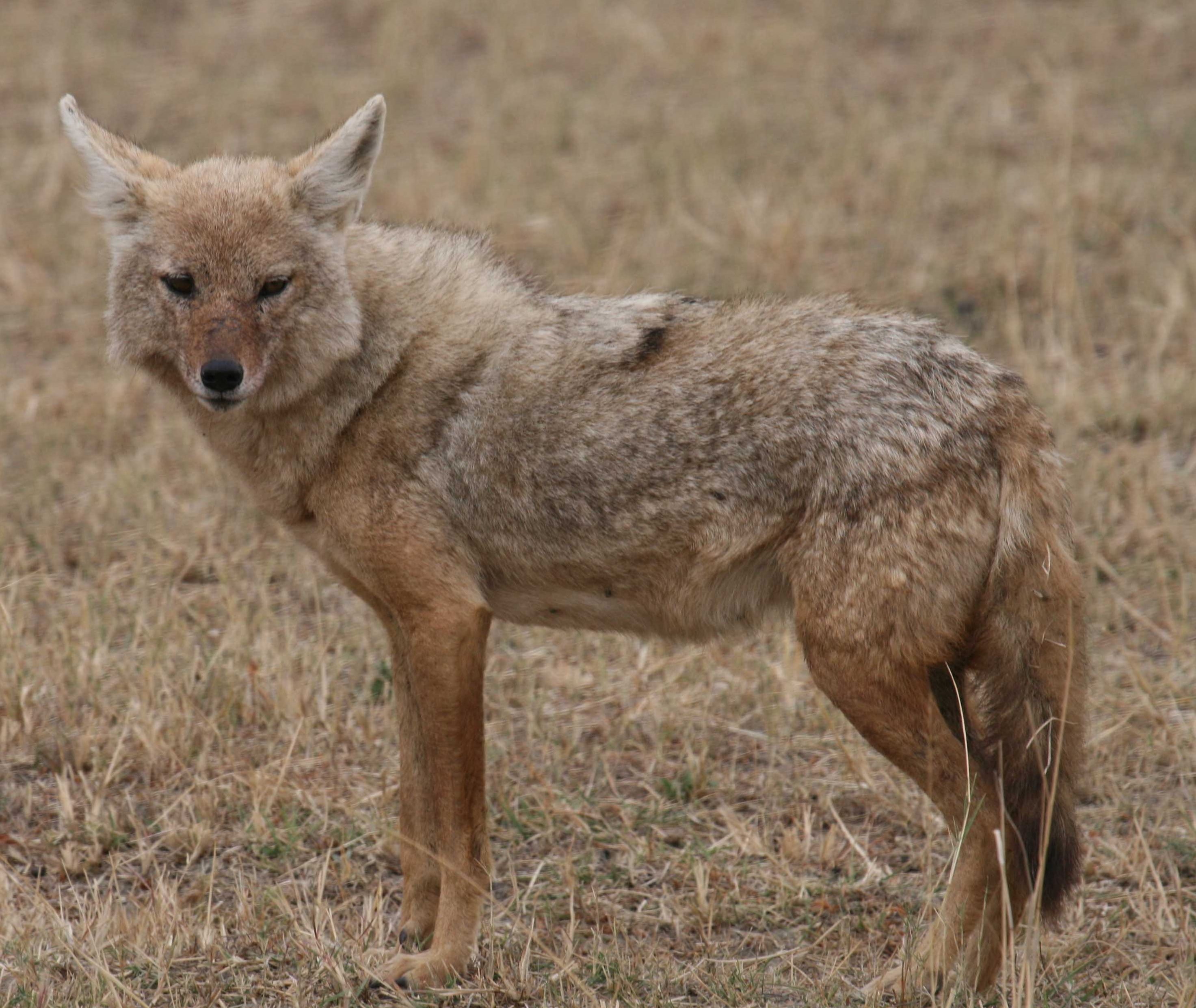
ابن آوى الذهبي
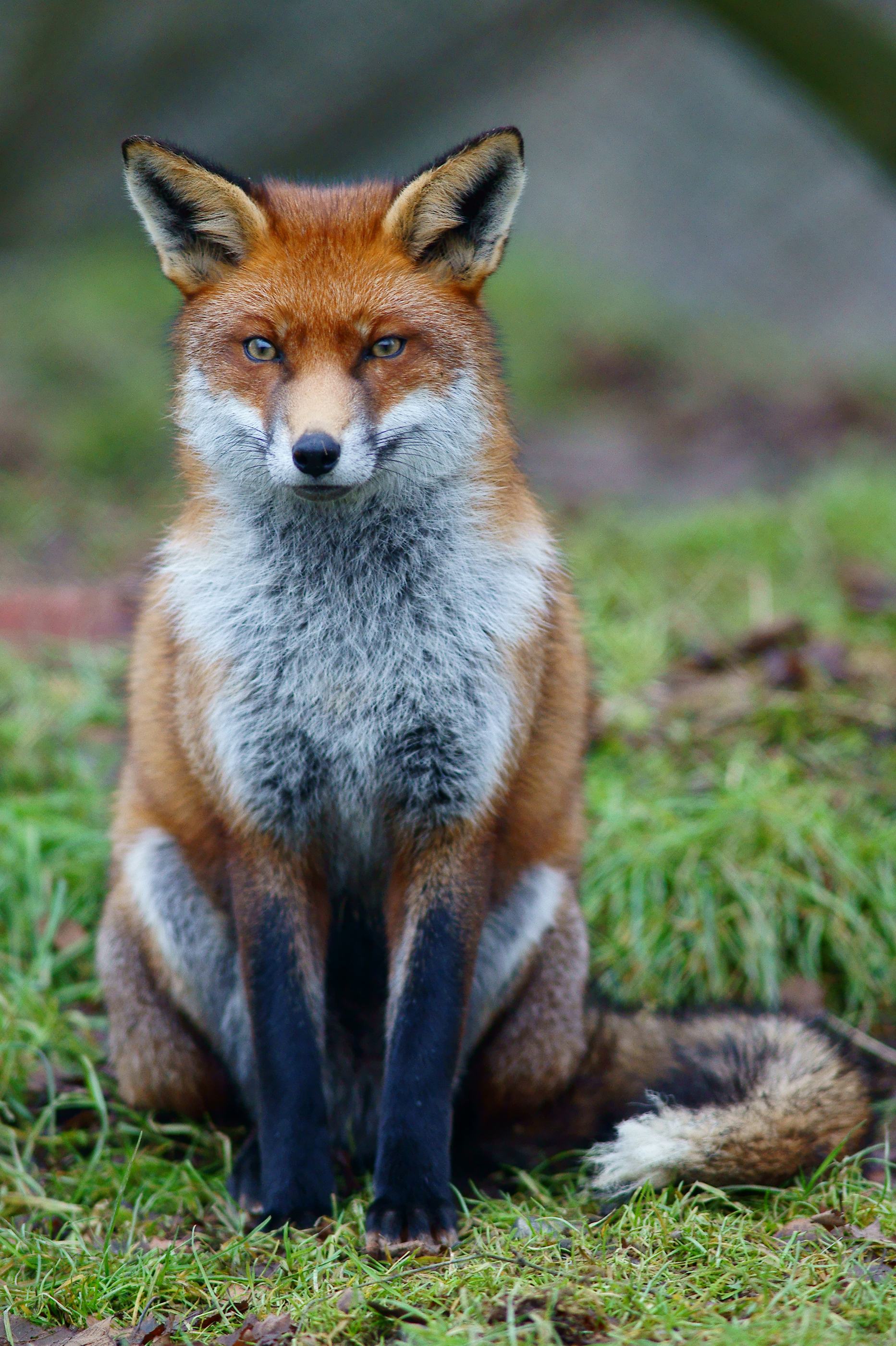
ثعلب أحمر
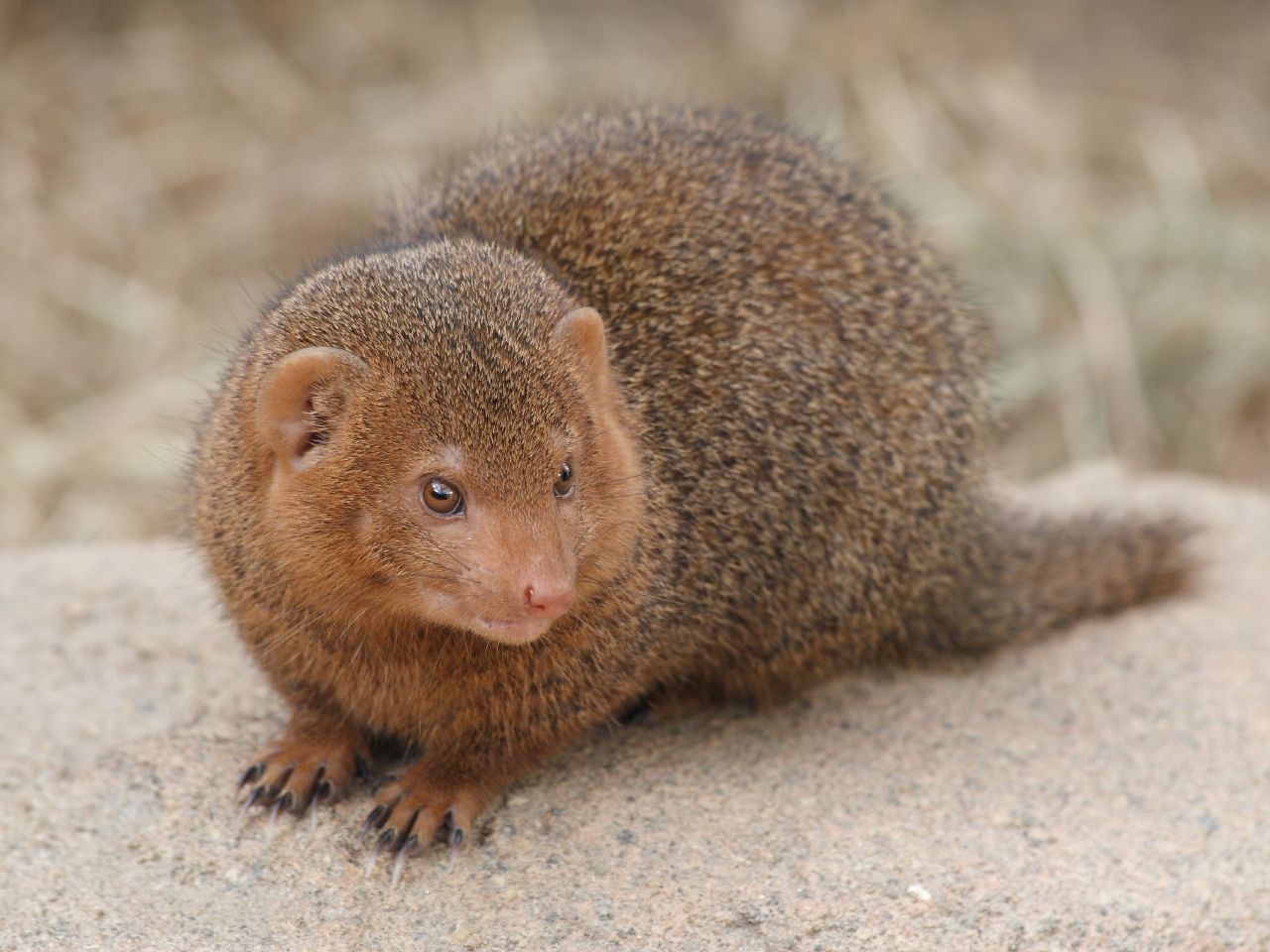
نمس
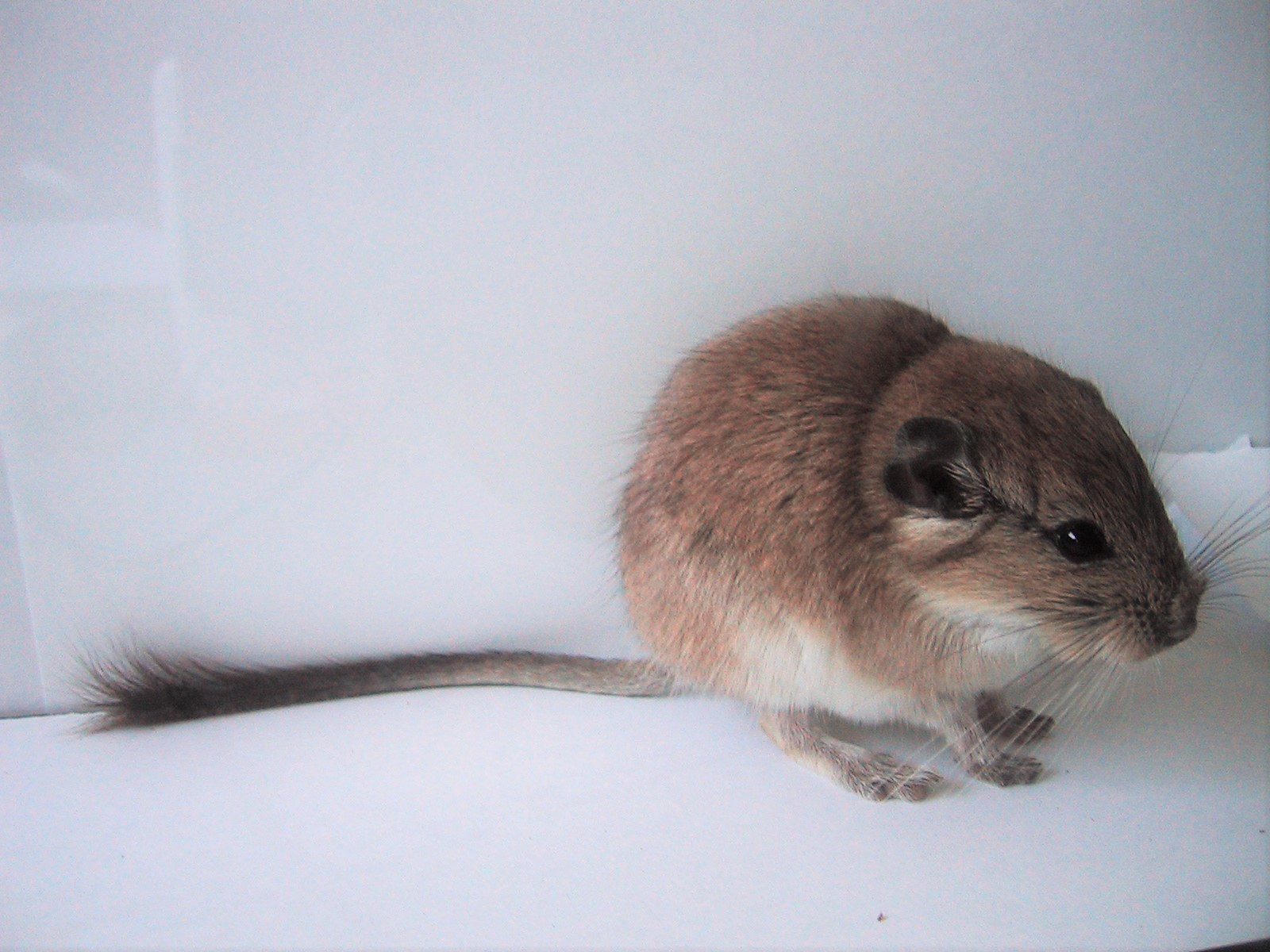
الفأر البني

## مكتبة الصور

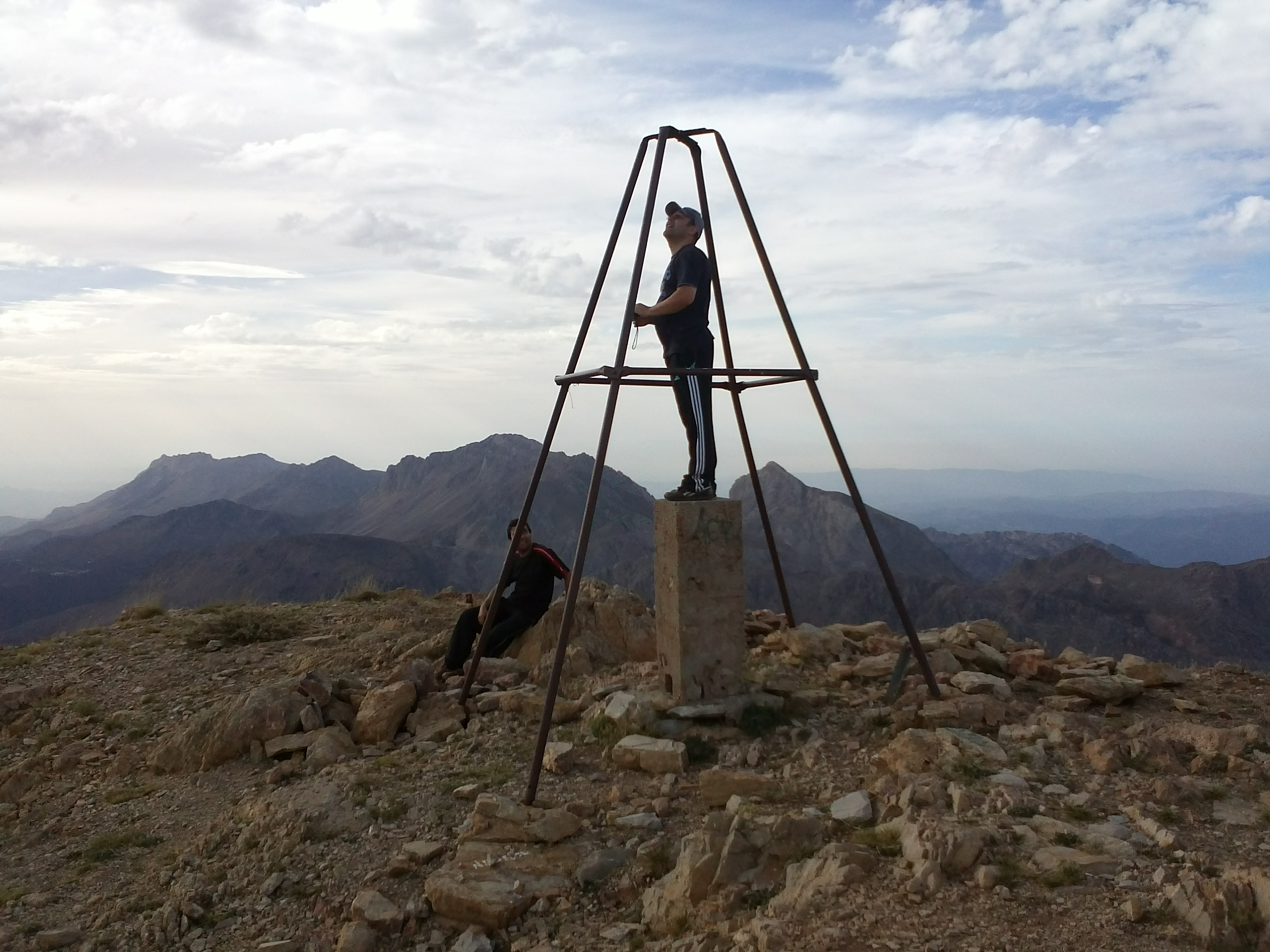
قمة جبل لالة خديجة
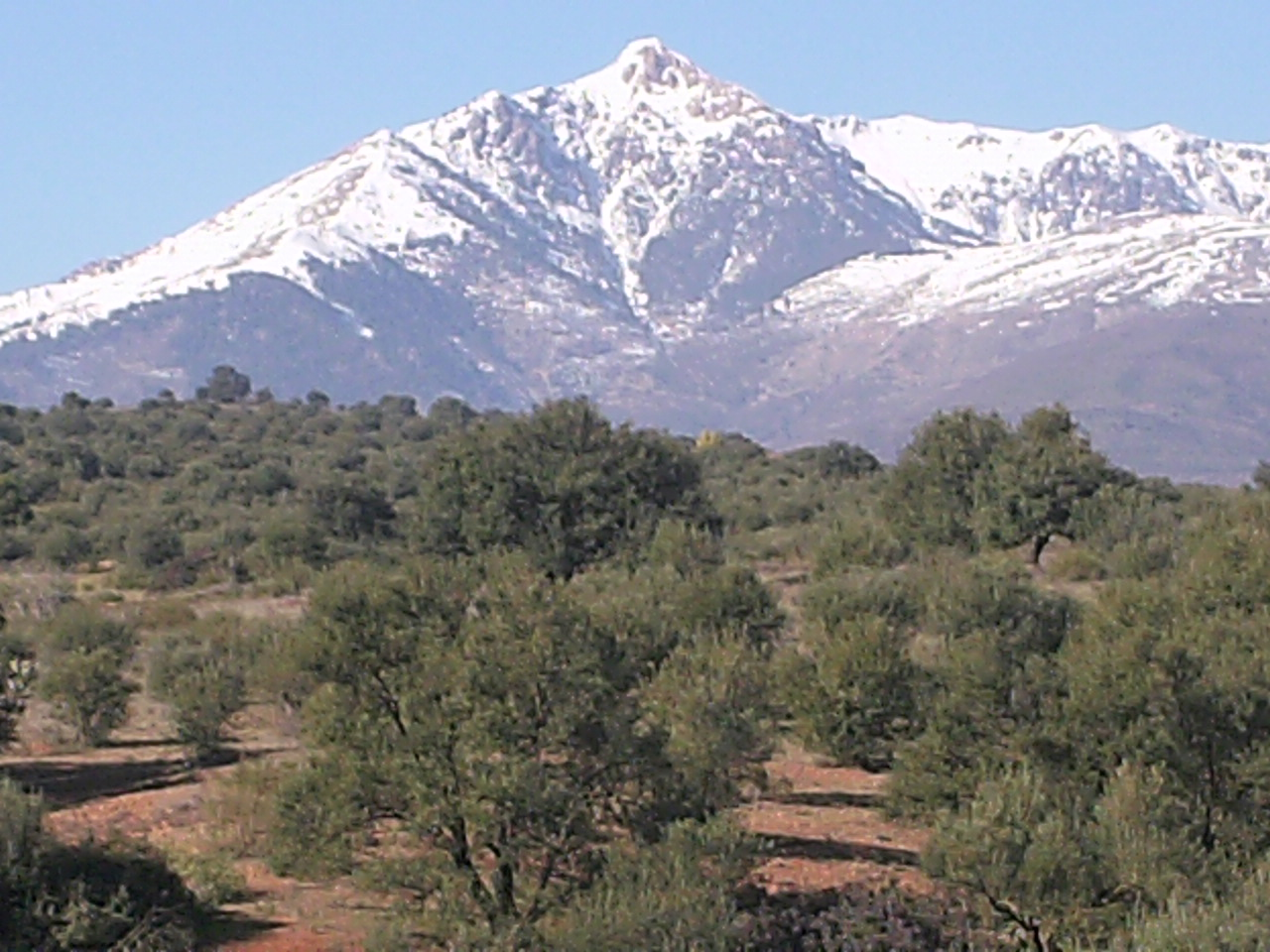
جبل لالة خديجة
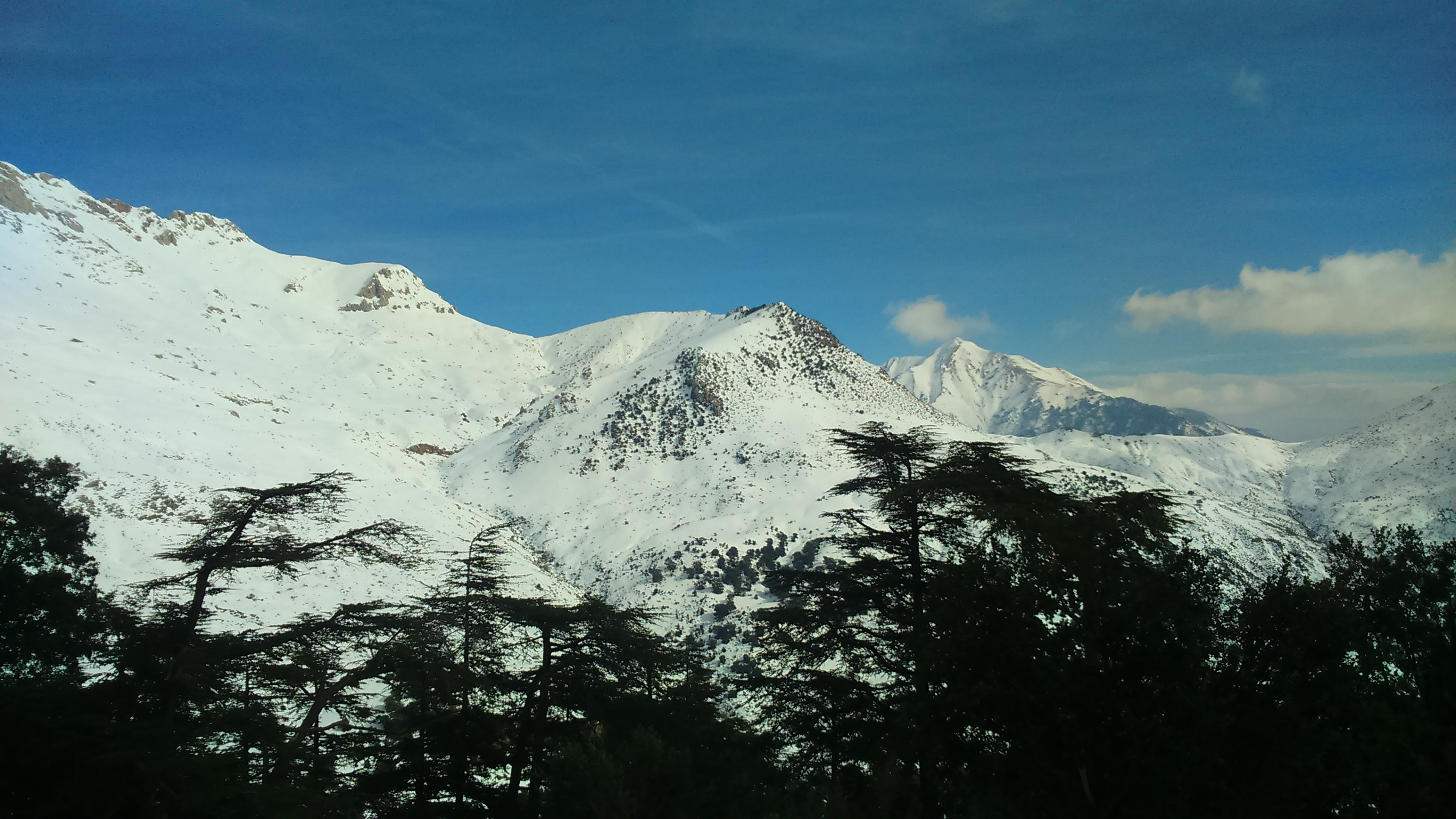
قمة جبل لالة خديجة انطلاقا من جبل تيكجدة
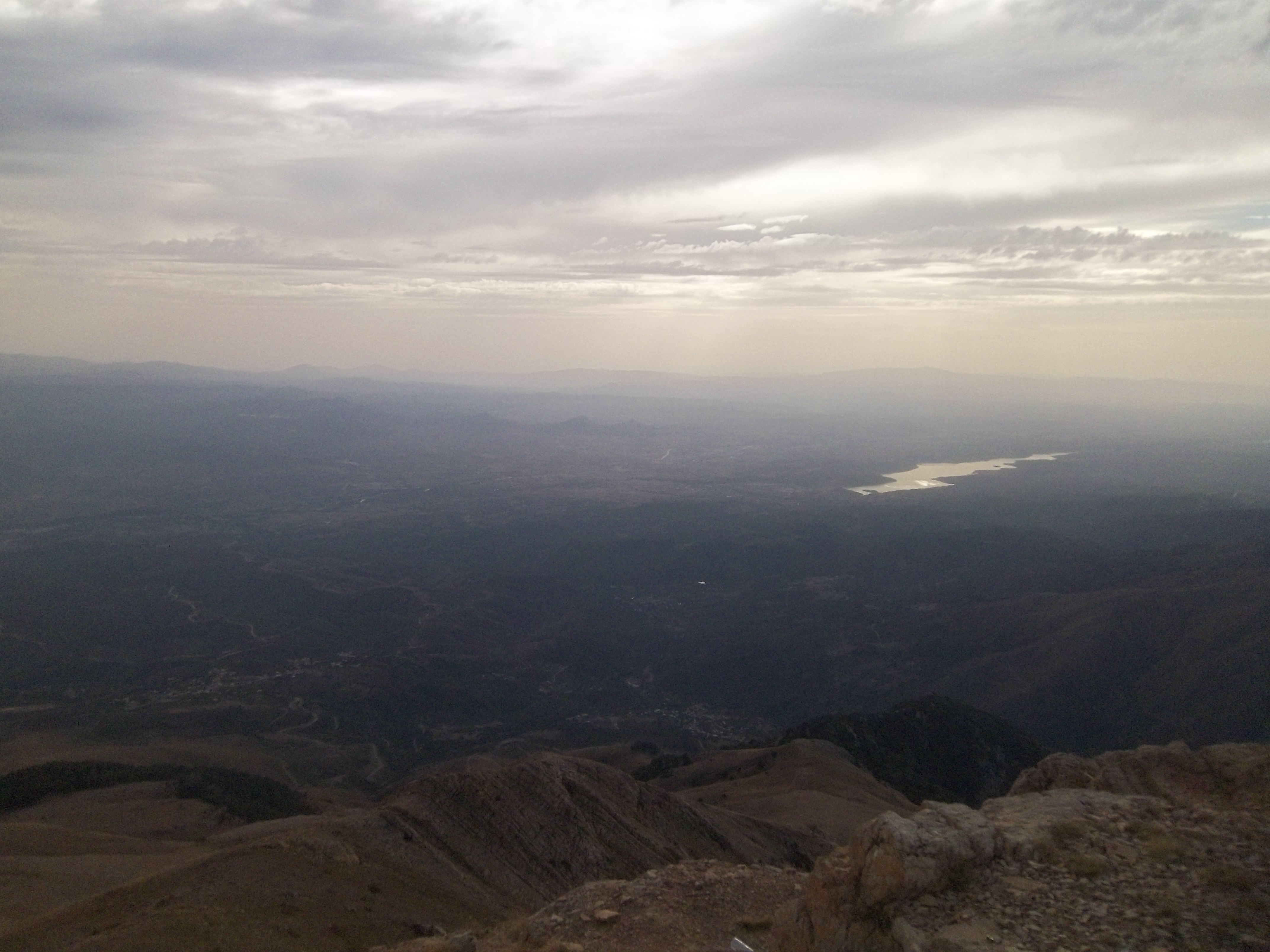
قمة جبل لالة خديجة
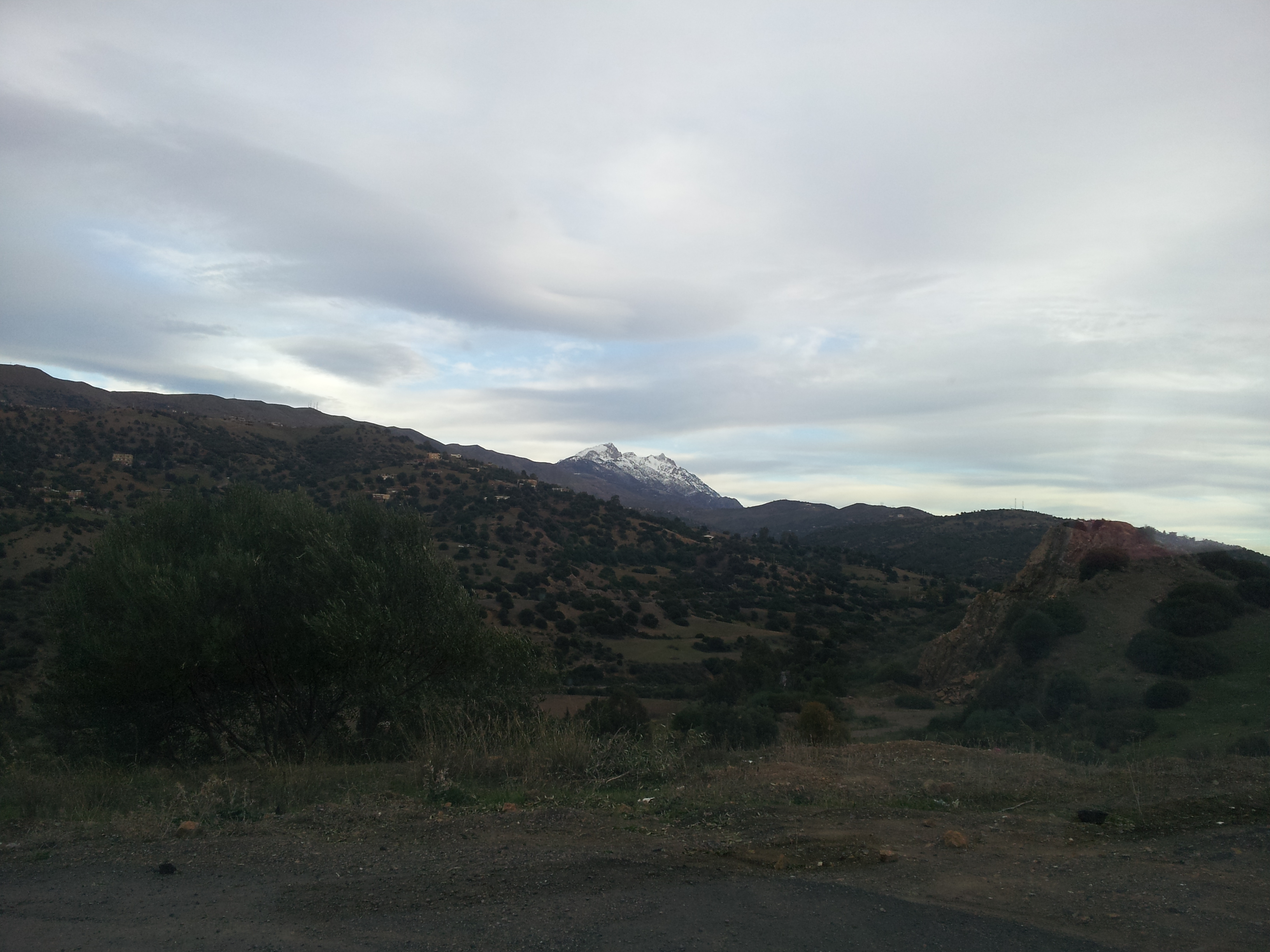
قمة جبل لالة خديجة
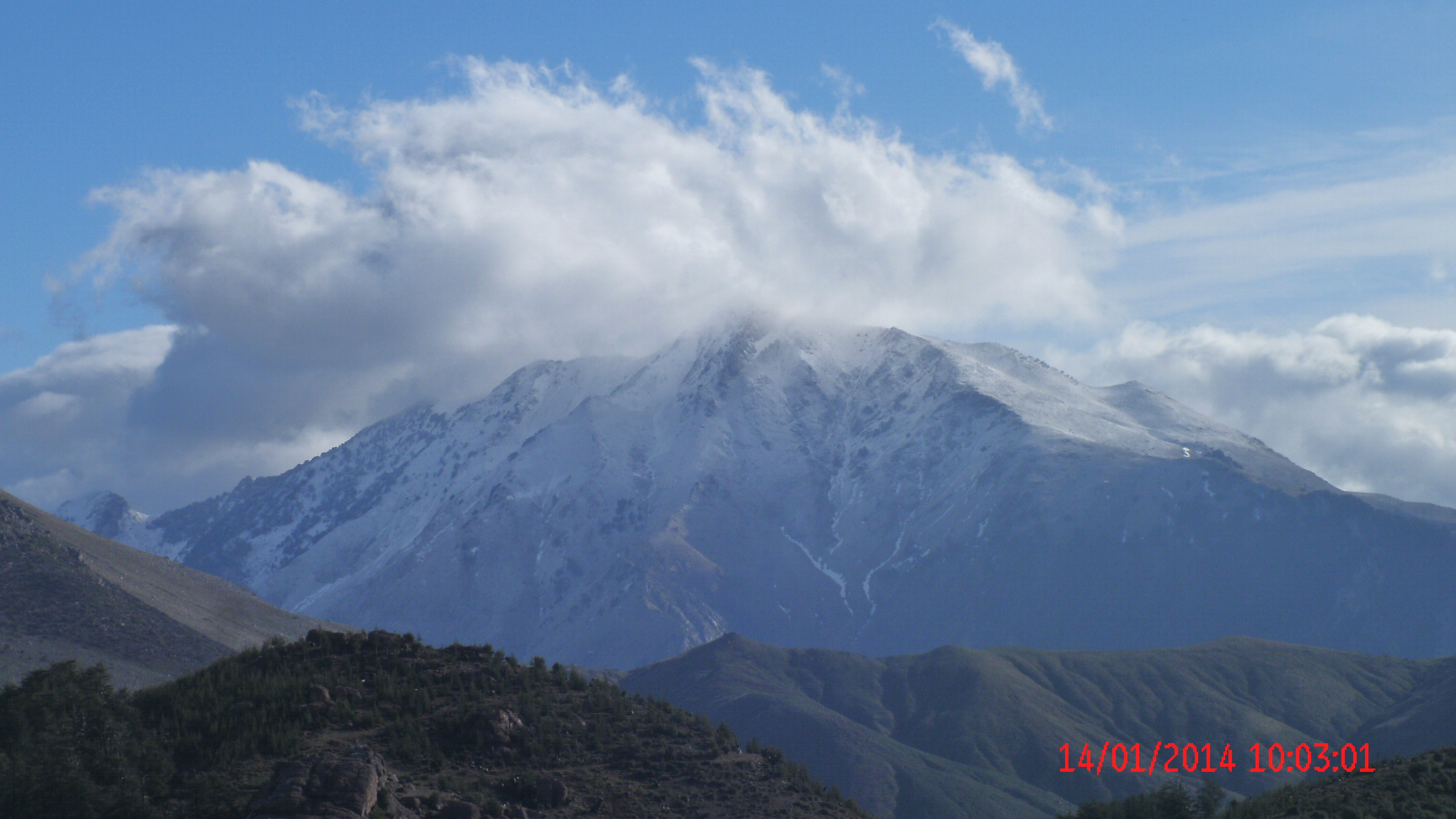
قمة جبل لالة خديجة
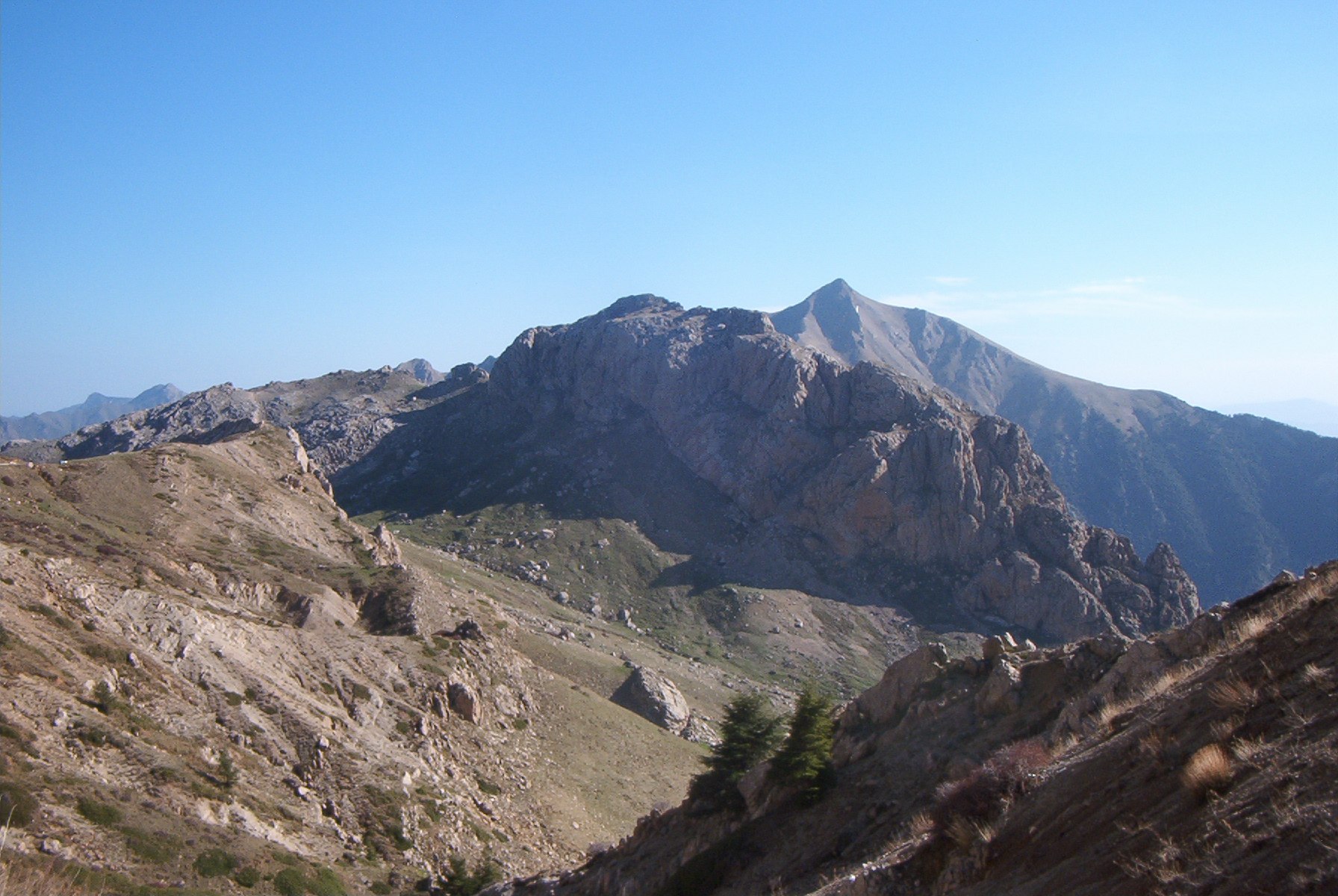
قمة جبل لالة خديجة انطلاقا من جبل تيكجدة
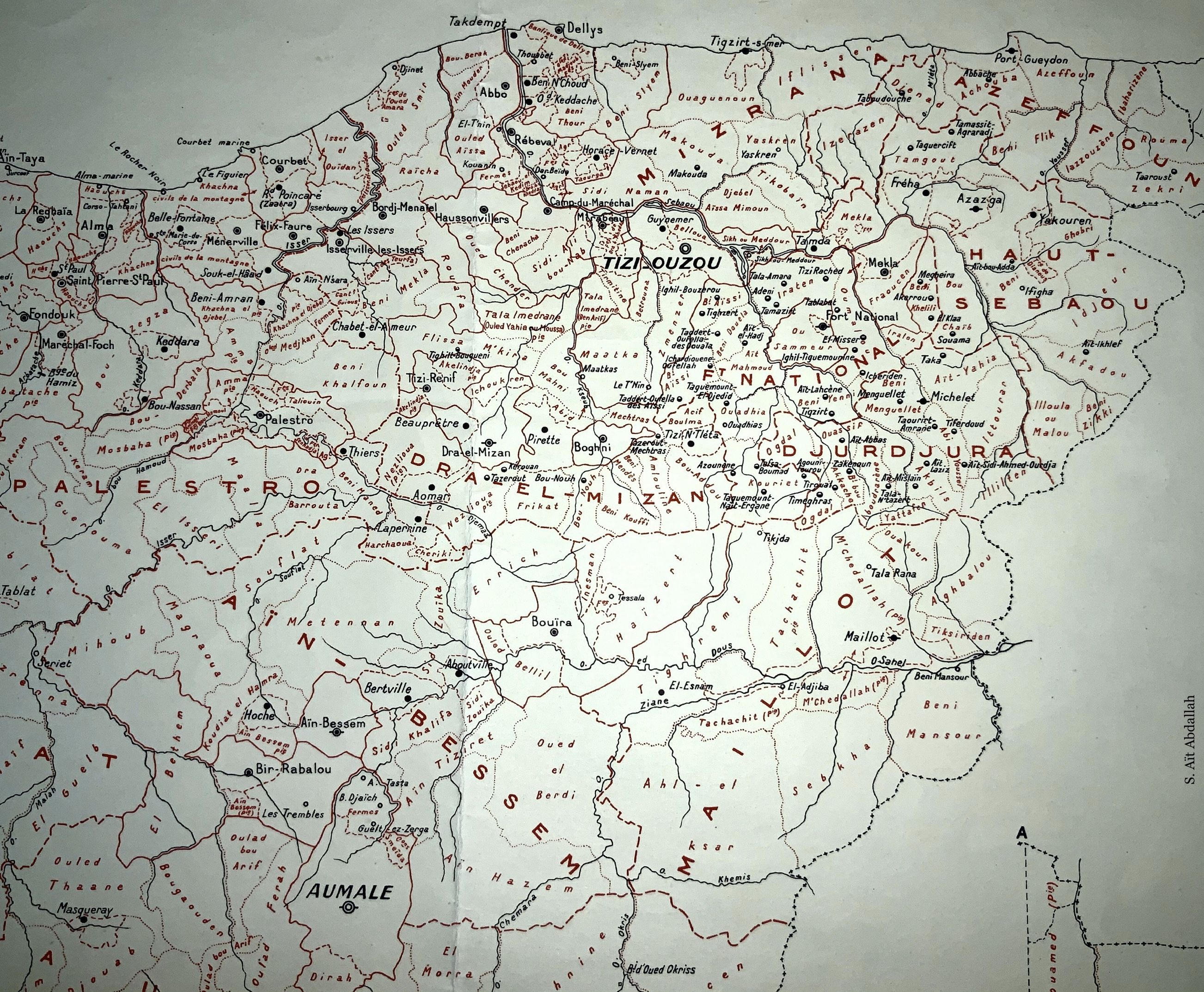
منطقة القبائل
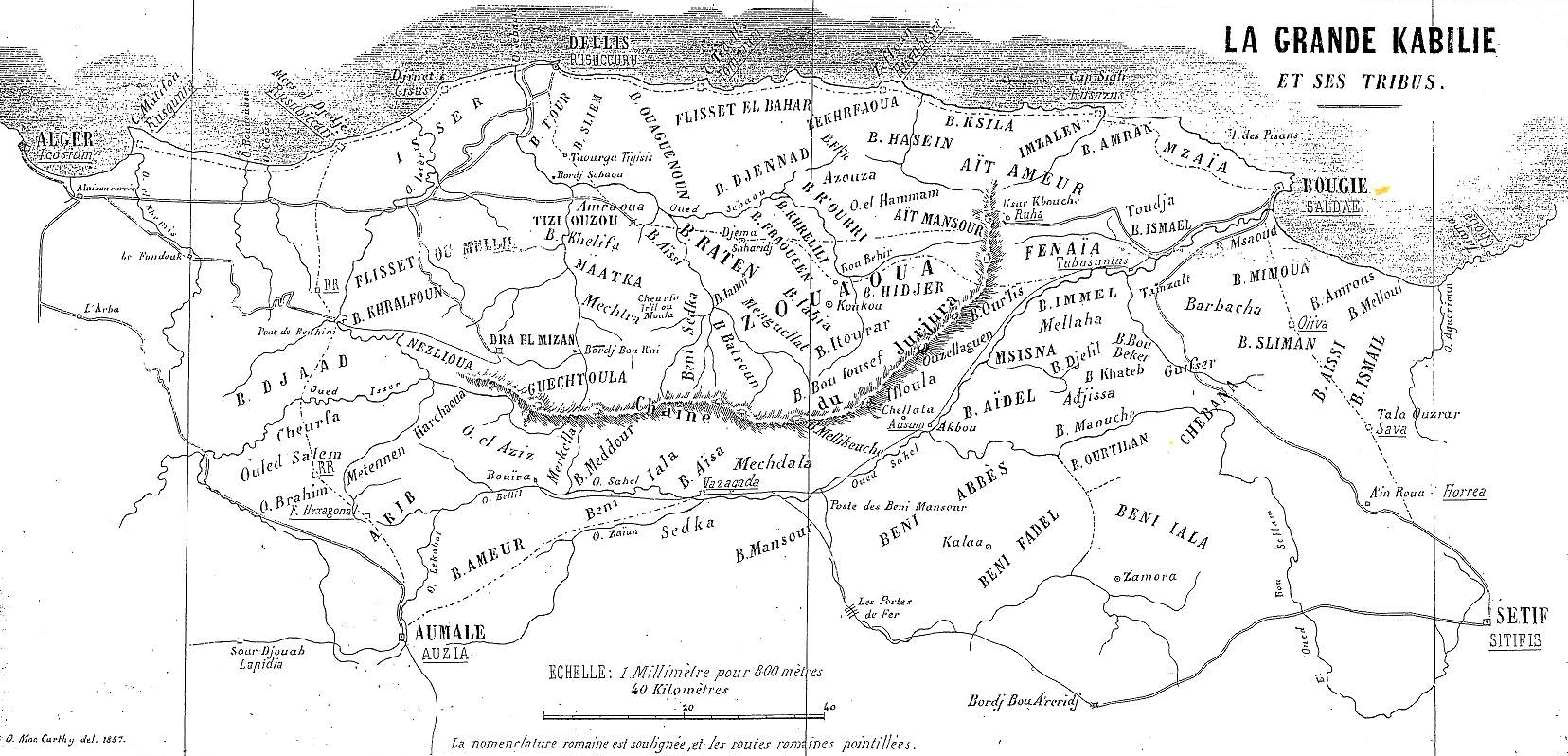
خريطة منطقة القبائل

### مواضيع ذات صلة
- قائمة جبال الجزائر
- الأطلس التلي
- جبال جرجرة
- جبال الخشنة
- منطقة القبائل
- ولاية البويرة
- دائرة مشدا الله
- بلدية الصھاريج
- الطريق الوطني رقم 5.
- الطريق الوطني رقم 15.
- الطريق الوطني رقم 30.
- الطريق الوطني رقم 33.
- الطريق الوطني رقم 71.
- الطريق السيار غرب-شرق
- قائمة طرق وطنية في الجزائر

### فيديوهات
- تسلق جبل لالة خديجة في 2016م على يوتيوب.
- الطيران فوق جبل لالة خديجة في 2016م على يوتيوب.
- تسلق جبل لالة خديجة في 2015م على يوتيوب.
- الطيران فوق جبل لالة خديجة في 2015م على يوتيوب.
- الطيران فوق جبل لالة خديجة في 2015م على يوتيوب.
- جبل لالة خديجة في 2014م على يوتيوب.
- الطيران فوق جبل لالة خديجة في 2014م على يوتيوب.
- قمة جبل لالة خديجة في 2013م على يوتيوب.
- قمة جبل لالة خديجة في 2013م على يوتيوب.
- مسار تسلق جبل لالة خديجة في 2013م على يوتيوب.
- الطيران فوق جبل لالة خديجة في 2012م على يوتيوب.
- الطيران فوق جبل لالة خديجة في 2011م على يوتيوب.

### وصلات خارجية
- الموقع الرسمي لولاية البويرة
- الموقع الرسمي لولاية تيزي وزو